# Agguato di via Fani
L'agguato di via Fani (o strage di via Fani) fu un attacco terroristico compiuto da militanti delle Brigate Rosse il mattino del 16 marzo 1978 in via Mario Fani a Roma per sequestrare Aldo Moro,  Presidente del Consiglio nazionale della Democrazia Cristiana, uccidendo tutti i componenti della sua scorta. Il sequestro durò 55 giorni e si concluse con il ritrovamento del cadavere di Moro nel bagagliaio di una Renault 4 rossa in via Michelangelo Caetani.
Le modalità precise dell'agguato (denominato in codice all'interno delle Brigate Rosse operazione «Fritz»), i dettagli operativi, le circostanze precedenti e successive all'attacco, le responsabilità, i componenti del gruppo di fuoco terroristico, l'eventuale presenza di altre componenti estranee alle Brigate Rosse o di connivenze e aiuti esterni, sono tutti aspetti della vicenda aspramente dibattuti in sede processuale, parlamentare e pubblicistica.

## Giovedì 16 marzo 1978

### Roma, ore 8:45-9:00

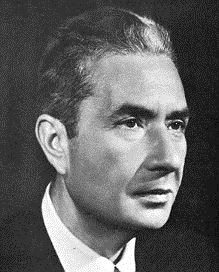
Il presidente della Democrazia Cristiana Aldo Moro.

Giovedì 16 marzo 1978, a Roma, era previsto il dibattito alla Camera dei deputati e il voto di fiducia per il quarto Governo presieduto da Giulio Andreotti: si trattava di un momento di grande importanza poiché, per la prima volta dal 1947, il PCI avrebbe concorso direttamente, votando nella maggioranza parlamentare che avrebbe sostenuto il nuovo esecutivo. Principale artefice di questa complessa e difficoltosa manovra politica era stato Aldo Moro, presidente della Democrazia Cristiana.
Con un faticoso lavoro di mediazione e sintesi politica, Moro, che aveva intrapreso approfonditi colloqui con il segretario comunista Enrico Berlinguer, era riuscito a sviluppare il rapporto politico tra i due maggiori partiti italiani usciti dalle elezioni del 1976, la Democrazia Cristiana e il Partito Comunista Italiano. Aldo Moro aveva dovuto superare forti resistenze interne al suo partito e contrasti tra le varie forze politiche: fino alle ultime ore erano sorti nuovi problemi legati alla composizione ministeriale, giudicata insoddisfacente dai comunisti, del nuovo governo guidato da Giulio Andreotti.
Il 28 febbraio, durante le consultazioni a Montecitorio, Moro espose ai gruppi parlamentari democristiani la sua analisi della situazione, e la sua prognosi. Fu il suo ultimo discorso pubblico. Moro riconobbe che da anni qualcosa s'era guastato nel normale meccanismo della democrazia italiana poiché, dopo le elezioni di due anni prima, erano emersi due vincitori; perciò bisognava approfittare della disponibilità del PCI a «trovare un'area di concordia, un'area di intesa tale da consentire di gestire il Paese finché durano le condizioni difficili alle quali la storia di questi anni ci ha portato».
L'11 marzo Andreotti si recò al Quirinale con la lista dei ministri, composta soltanto da democristiani, in precedenza Berlinguer aveva chiesto che fossero depennati dall'elenco i ministri considerati più anticomunisti e che fosse designato qualche tecnico. All'interno del PCI ci fu chi vide in quell'esecutivo monocolore una provocazione. Gian Carlo Pajetta annunciò che non avrebbe partecipato alle votazioni. Tra i pareri di chi voleva si rifiutasse il Governo, e chi voleva lo si accettasse, ne prevalse un terzo: i comunisti avrebbero risolto il dilemma dopo aver ascoltato il discorso di Andreotti alla Camera.
Aldo Moro era inoltre obiettivo, oltre che di attacchi politici, di manovre scandalistiche che miravano a minarne l'autorevolezza. Nel quadro delle indagini sul cosiddetto scandalo Lockheed, era stato ventilato sulla stampa che il famoso «Antelope Cobbler», il misterioso referente politico principale coinvolto nella transazione finanziaria con l'industria aeronautica statunitense, sarebbe potuto essere proprio Moro. Il mattino del 16 marzo 1978 il quotidiano la Repubblica pubblicava in terza pagina un articolo in questo senso con il titolo: Antelope Cobbler? Semplicissimo, è Aldo Moro, altri importanti quotidiani nazionali riportavano le stesse notizie.
La presentazione delle dichiarazioni programmatiche del nuovo governo Andreotti alla Camera dei deputati era stata fissata per le 10:00 del 16 marzo e fin dalle 8:45 gli uomini della scorta di Aldo Moro erano in attesa, fuori dalla sua casa in via del Forte Trionfale 79, che l'uomo politico uscisse dalla propria abitazione per accompagnarlo in Parlamento. Aldo Moro scese qualche minuto prima delle 9:00 e venne accompagnato dal maresciallo dei carabinieri Oreste Leonardi, suo capo della scorta da molti anni, all'auto di rappresentanza, una Fiat 130 berlina non blindata, dove si sedette sui sedili posteriori. Subito dopo il piccolo convoglio, l'auto del presidente e quella della scorta, si mise in movimento in direzione di via della Camilluccia. Le auto procedevano a velocità abbastanza sostenuta, mentre l'uomo politico consultava il pacco dei giornali del mattino: prima di raggiungere la Camera dei deputati era prevista l'abituale sosta nella Chiesa di Santa Chiara.

### Ore 9:00-9:30

Le auto dell'onorevole Aldo Moro e della scorta ferme in via Fani pochi minuti dopo l'agguato delle Brigate Rosse; a terra, il corpo della Guardia di P.S. Raffaele Iozzino.

Alle ore 9:00 circa in via Mario Fani, quartiere Trionfale, la Fiat 130 con a bordo Aldo Moro e l'Alfetta della scorta furono bloccate all'incrocio con via Stresa da un'auto Fiat 128 familiare con targa del corpo diplomatico «CD 19707» guidata da brigatisti, che poco prima si era inserita nel traffico giusto davanti alla vettura di Moro. Immediatamente un gruppo di brigatisti, che attendeva in agguato, aprì il fuoco contro le due vetture ferme, uccidendo in pochi secondi i cinque uomini della scorta e sequestrando Moro. I terroristi ripartirono subito su diverse auto e fecero perdere le loro tracce. In via Fani rimasero l'auto targata «Roma L59812» su cui viaggiava Moro, con i cadaveri dell'autista, appuntato dei carabinieri Domenico Ricci (43 anni) e del responsabile della sicurezza, maresciallo dei carabinieri Oreste Leonardi (51 anni), e l'Alfa Romeo Alfetta targata «Roma S93393» degli agenti di scorta con a bordo il cadavere della guardia di P.S. Giulio Rivera (23 anni) e il vicebrigadiere di Pubblica sicurezza Francesco Zizzi (29 anni) gravemente ferito ma ancora in vita; riverso supino sul piano stradale, vicino all'auto, rimase anche il corpo della guardia di P.S. Raffaele Iozzino, 24 anni. Davanti alla Fiat 130 rimase la Fiat 128, ferma all'incrocio e abbandonata dai brigatisti.
Il primo allarme alle forze dell'ordine dell'agguato fu registrato alle 9:03 al 113 che ricevette una telefonata anonima che informava di una sparatoria avvenuta in via Mario Fani; la centrale operativa del 113 allertò subito la pattuglia del commissariato di Monte Mario che sostava in via Bitossi. Gli agenti vennero avvertiti che «si sono uditi diversi colpi di arma da fuoco» in via Fani. Dalla documentazione della questura risulta che già alle 9:05 arrivò la prima comunicazione degli agenti della pattuglia di Monte Mario che, giunti sul posto in via Fani, provvidero ad allontanare la folla che si era radunata, ispezionarono le auto con i colleghi morenti, raccolsero le prime notizie dalle persone presenti e richiesero di «inviare subito le autoambulanze, sono della scorta di Moro e hanno sequestrato l'onorevole» Gli agenti riferirono anche che i brigatisti si sarebbero allontanati su una Fiat 128 bianca con targa «Roma M53995»; i poliziotti della pattuglia diramarono anche l'informazione che i terroristi sarebbero stati quattro e avrebbero indossato «divise da marinai o da poliziotti».

Immagine dall'alto di via Fani il mattino del 16 marzo 1978.

Nel frattempo, dopo una seconda telefonata anonima, erano state messe in allarme e inviate in via Fani anche le volanti Beta 4, Zara, V12 e SM91: furono informati delle prime notizie la Questura, la Criminalpol, la squadra mobile, la DIGOS e il Commissariato di Monte Mario. Nei minuti successivi, entro le ore 9:10, venne comunicato alle autoradio delle volanti dalla sala operativa della Questura di ricercare, oltre alla Fiat 128 bianca in cui erano stati segnalati quattro giovani a bordo, anche una auto Fiat 132 blu targata Roma P79560 e una moto Honda scura. Alle 9:15 la Questura comunicò la notizia dell'agguato di via Fani alla centrale operativa della Legione dei carabinieri di Roma. Alla stessa ora la centrale operativa registrò anche la comunicazione telefonica di Pino Rauti che, abitando in via Fani, ebbe modo di osservare da una finestra alcune fasi dell'agguato e comunicò subito di aver sentito raffiche di mitra, di aver visto due uomini vestiti da ufficiali dell'aeronautica e di aver osservato allontanarsi una Fiat 132 blu.
Le prime notizie raggiunsero il Ministero dell'Interno, comunicate dal questore di Roma Emanuele De Francesco che decise di recarsi subito in via Fani insieme al capo della DIGOS Domenico Spinella. Il Ministro dell'Interno Francesco Cossiga fu informato alle 9:20 dal Capo della Polizia Giuseppe Parlato, mentre già in precedenza il Presidente del Consiglio Giulio Andreotti aveva ricevuto la drammatica notizia nel corso della cerimonia di giuramento dei sottosegretari del suo nuovo Governo: il segretario della DC Benigno Zaccagnini seppe dell'accaduto sulle scale di Montecitorio dove si era recato per il previsto dibattito parlamentare.

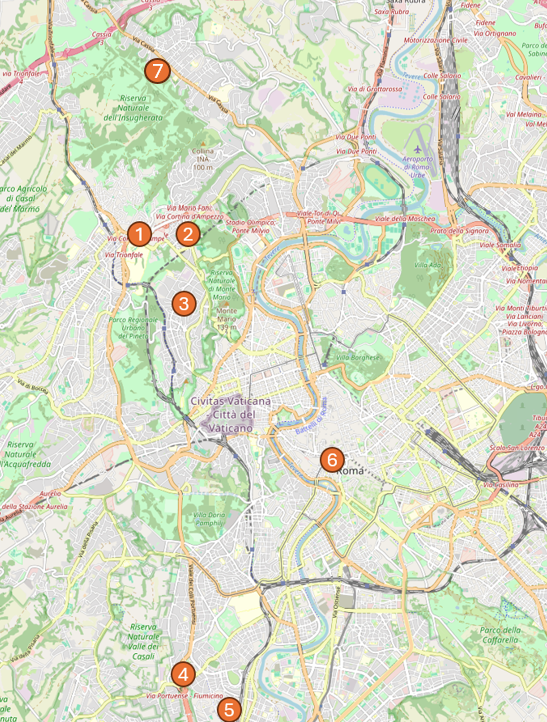
Mappa di Roma con indicati luoghi significativi del sequestro: 1 abitazione Aldo Moro, 2 Via Fani, 3 piazza Madonna del Cenacolo, 4 Standa di via dei Colli Portuensi, 5 Prigione (Via Montalcini, 6 Via Caetani (ritrovamento cadavere), 7 Via Gradoli

Con il passare dei minuti un numero sempre più elevato di funzionari e dirigenti raggiunse via Fani: tra essi il comandante generale dei carabinieri, generale Pietro Corsini, il procuratore capo Giovanni De Matteo con tre sostituti procuratori, il capo della Squadra mobile Fernando Masone, il capo della Legione carabinieri di Roma, colonnello Enrico Coppola, i generali Giuseppe Siracusano e Mario De Sena, il capo della DIGOS Spinella. Nella zona c'era una crescente confusione, accorrevano sempre nuove autopattuglie a sirene spiegate, la gente era tenuta lontano con difficoltà, venivano diffuse notizie discordanti e inattendibili. In precedenza, fin dalle 9:30 il questore De Francesco si era recato in via Fani, seguito dal procuratore Luciano Infelisi: dopo pochi minuti giunse Eleonora Chiavarelli, moglie del presidente che, informata mentre teneva una lezione di catechismo nella chiesa di San Francesco, rimase sconvolta dalle notizie e poi dalla scena del delitto. Il questore De Francesco cercò di tranquillizzare la donna affermando che dalla metodica dell'agguato si poteva ragionevolmente essere sicuri che l'onorevole fosse ancora vivo.
La prima notizia dell'agguato raggiunse la nazione alle ore 9:25 attraverso una edizione straordinaria del giornale radio del GR2. Fu lo stesso Direttore Gustavo Selva che parlò in tono emozionato di "drammatica notizia che ha dell'incredibile e che, anche se non ha trovato finora una conferma ufficiale, purtroppo sembra sia vera: il presidente della Democrazia cristiana, l'onorevole Aldo Moro, è stato rapito poco fa a Roma da un commando di terroristi. L'inaudito, ripetiamo, incredibile episodio è avvenuto davanti all'abitazione del parlamentare nella zona della Camilluccia". La scorta era composta da cinque agenti: "sarebbero tutti morti". Alle 9:31 anche il GR1 in edizione straordinaria comunicò che "il presidente della Democrazia Cristiana Aldo Moro è stato rapito a Roma, stamane, all'uscita della sua abitazione. Gli uomini della scorta colpiti e uccisi, non si sa ancora se tutti, dal fuoco del commando".

### Ore 9:30-12:45
Secondo la documentazione disponibile il primo posto di blocco organizzato dalla polizia venne attuato a partire dalle 9:24 nei pressi dello svincolo del Grande Raccordo Anulare di via Tiburtina, in un punto molto lontano dalla effettiva direzione seguita dai terroristi per la fuga; altri posti di blocco vennero ordinati dalle 9:25 in zona via Trionfale-Pineta Sacchetti; alle 9:33 è documentata l'entrata in funzione di un altro posto di blocco sulla via Cassia; alle 9:34 due elicotteri decollarono dall'aeroporto di Pratica di Mare per sorvolare la zona dell'agguato e controllare il traffico cittadino. Le disposizioni diramate agli uomini delle forze dell'ordine provenivano in modo confuso sia dalla polizia che dai carabinieri senza un effettivo coordinamento operativo centralizzato. Fin dalle 9:23 un'auto della polizia individuò la Fiat 132 targata «Roma P79560», abbandonata dai brigatisti in via Licinio Calvo.

Lo stop di via Fani su via Stresa con le tre auto ferme dopo l'agguato. È evidente la leggera pendenza di questo tratto di via Fani.

Fu solo alle 9:45, circa quaranta minuti dopo l'agguato, che sistematici posti di blocco della polizia e dei carabinieri furono attivati sulle strade di accesso della città, nelle zone Primavalle, Ponte Milvio, Flaminio, Aurelio, Monte Mario e sulle uscite del Grande Raccordo Anulare per le vie Nomentana e Flaminia. Nel frattempo sul luogo dell'agguato si verificò anche una temporanea interruzione delle linee telefoniche che in un primo momento venne spiegata con un'azione di sabotaggio delle stesse Brigate Rosse: solo in un secondo tempo i tecnici della SIP riferirono invece che i problemi dei collegamenti erano stati causati dal sovraccarico del traffico telefonico nella zona dopo l'attentato.
Alle 10:10 una telefonata anonima giunse al centralino dell'agenzia ANSA a Roma: il messaggio comunicato dallo sconosciuto riferiva seccamente che le Brigate Rosse avevano «sequestrato il presidente della Democrazia Cristiana, Moro, ed eliminato la sua guardia del corpo, teste di cuoio di Cossiga». L'agenzia ANSA, che quella mattina era in sciopero, si affrettò a interrompere l'agitazione sindacale in corso e a trasmettere alle ore 10:16 il comunicato dei brigatisti. Due minuti prima, alle 10:08, era già stato comunicato alla redazione milanese dell'ANSA da un'altra telefonata anonima che le Brigate Rosse avevano «portato l'attacco al cuore dello stato» e che «l'onorevole Moro è solo l'inizio», alle 10:13 giunse un messaggio simile anche alla redazione di Torino dell'ANSA.

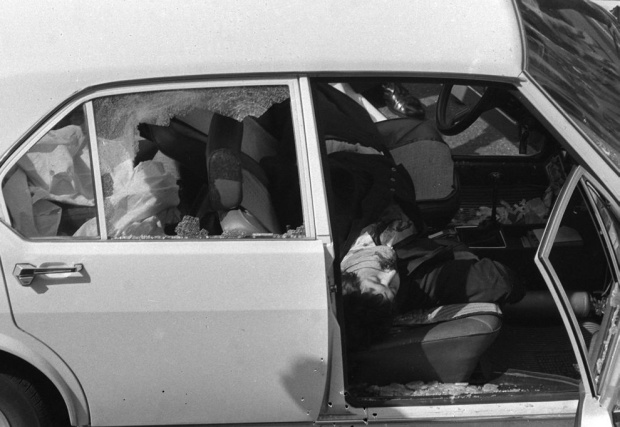
Il corpo dell'agente Giulio Rivera riverso all'interno dell'Alfa Romeo Alfetta della scorta.

Queste rivendicazioni e le notizie dell'attentato vennero ben presto diffuse anche dalle televisioni. Poco dopo le ore 10:00 Bruno Vespa aprì l'edizione straordinaria del TG1 e diede lettura del comunicato brigatista all'agenzia ANSA a Roma, e pochi minuti dopo Paolo Frajese tornò da via Fani con un drammatico servizio girato proprio sul luogo dell'agguato. Giuseppe Marrazzo per il TG2 intervistò i primi testimoni: una ragazza descrisse un uomo che «era un pochino più alto di Moro» e che «prendeva il rapito per il braccio», aggiungendo che i terroristi erano molto calmi, «non erano concitati, non correvano...», mentre un'altra donna aveva sentito forti grida «di tanti uomini e anche di una ragazza», e successivamente la voce di una persona anziana «che diceva "lasciatemi", poi delle altre voci molto giovani».
La prima riunione a Palazzo Chigi tra i rappresentanti dei partiti principali con il Presidente del Consiglio Andreotti avvenne a partire dalle 10:20 con la presenza di Berlinguer, Zaccagnini, Bettino Craxi, Pier Luigi Romita e Ugo La Malfa, vi presero parte anche i rappresentanti sindacali Luciano Lama, Giorgio Benvenuto e Luigi Macario. Nel frattempo si era diffusa nel paese una grande inquietudine e si erano verificati i primi scioperi spontanei in fabbriche e uffici: alle 10:30 i tre maggiori sindacati italiani, CGIL, CISL e UIL, proclamarono uno sciopero generale dalle 11:00 a mezzanotte, e migliaia di lavoratori andarono di loro iniziativa a presidiare le sedi dei partiti. Lo sciopero ebbe diffusione nazionale e alcuni milioni di lavoratori si riversarono nelle piazze, grandi manifestazioni ebbero luogo a Bologna, Milano, Napoli, Firenze, Perugia e a Roma, dove 200.000 persone si raccolsero a piazza San Giovanni.
Tuttavia il 16 marzo ci furono anche manifestazioni di entusiasmo verso l'azione brigatista. Mario Ferrandi, militante di Prima Linea soprannominato «Coniglio», raccontò che quando si diffuse la notizia del rapimento di Aldo Moro e dell'uccisione della scorta (durante una manifestazione dei lavoratori dell'UNIDAL messi in cassa integrazione) ci fu un momento di stupore seguito da un misto di euforia e inquietudine, perché c'era la sensazione che stesse accadendo qualcosa di talmente grosso che le cose non sarebbero state più le stesse, e raccontò che gli studenti presenti al corteo spesero i soldi della cassa del circolo giovanile per comprare spumante con il quale brindare assieme ai lavoratori della mensa.
Alle 11:30 il Ministro dell'Interno Francesco Cossiga convocò al Viminale i Ministri della Difesa, Attilio Ruffini, delle Finanze, Franco Maria Malfatti, e di Grazia e Giustizia, Franco Bonifacio, insieme al sottosegretario agli Interni, ai capi dei servizi di sicurezza, e ai capi della Polizia, dei Carabinieri e della Guardia di Finanza, per organizzare il comitato tecnico-operativo, la struttura preposta al coordinamento delle indagini, delle ricerche dell'ostaggio, oltre a decidere e attuare le misure destinate a controbattere l'offensiva terroristica. L'attività del Ministero dell'Interno era iniziata in precedenza con un grossolano errore: il capo dell'UCIGOS, Antonio Fariello, aveva diramato a tutti gli organi dipendenti nazionali la disposizione di attuare il piano «Zero»; in realtà questo piano nazionale era inesistente e si riferiva soltanto a specifiche disposizioni di mobilitazione previste in casi di emergenza per la sola Provincia di Sassari. Solo alle ore 12:15 venne diramata alle questure la comunicazione che annullava la precedente disposizione sull'inesistente piano «Zero».

Il corpo dell'agente Raffaele Iozzino, coperto da un panno bianco, accanto all'auto della scorta.

La polizia scientifica sul posto raccolse velocemente il maggior numero di elementi utili per le indagini e alle ore 10:00 era stata redatta una relazione della scena presente sul luogo dell'agguato con descrizione della posizione dei cadaveri. Vennero rinvenute sulla Fiat 130 un borsello con dentro una pistola sotto il sedile dove era seduto il maresciallo Leonardi e un'altra pistola carica nello spazio compreso tra i due sedili anteriori; anche sull'Alfetta venne trovata una pistola con il caricatore pieno e colpo in canna nella stessa posizione; nell'auto della scorta venne rilevato come la radioricetrasmittente fosse accesa con il ricevitore adagiato sul pianale dell'autoveicolo; tra i piedi dell'agente Rivera fu trovato un piccolo pacchetto contenente una bottiglia piena di caffè. Gli agenti descrissero inoltre le condizioni delle auto con i segni dei proiettili sulle fiancate di sinistra, sui finestrini, sul lunotto e sul portabagagli dell'Alfetta. Si cercò di recuperare tutti i bossoli dei proiettili, ma la confusione e la presenza di curiosi non permisero una completa individuazione di ogni elementi di prova; alcuni reperti vennero calpestati o spostati anche a causa della leggera pendenza del piano stradale di via Fani, in discesa su via Stresa. Sul piano stradale vennero repertati un cappello dell'Alitalia, un caricatore per pistola mitragliatrice contenente ventidue cartucce e due borse di cuoio. Nella Fiat 130 furono recuperate due borse di Aldo Moro rimaste sui sedili posteriori e cinque giorni più tardi fu ritrovata un'altra borsa nel bagagliaio posteriore della stessa auto.
Alle 11:50 vennero comunicate le prime notizie riguardo alla targa «CD 19707» della Fiat 128 dei terroristi: risultò che era stata assegnata molti anni prima all'ambasciata del Venezuela, la quale ne aveva denunciato il furto l'11 aprile 1973, ottenendone in sostituzione un'altra in plastica con la stessa numerazione.
Alle 12:36 i sanitari del Policlinico Gemelli comunicarono ufficialmente che anche il vicebrigadiere Francesco Zizzi, ricoverato in gravi condizioni dopo l'agguato, era morto per collasso cardiocircolatorio da shock emorragico a seguito di triplice ferita da arma da fuoco al torace.

### Ore 12:45-23:00
Alle ore 12:45, dopo un iniziale rinvio, si aprì la seduta alla Camera dei deputati. Dopo un austero saluto del presidente Pietro Ingrao che espresse «lo sdegno per l'attacco infame allo stato democratico», prese la parola il Presidente del Consiglio Andreotti che illustrò sinteticamente il programma del suo governo, dopo aver espresso la «volontà» dell'esecutivo «di rimuovere, nel limite delle umane possibilità, questi centri di distruzione del tessuto civile della nostra nazione».

Il Presidente del Consiglio Giulio Andreotti.

Tra le forze politiche si manifestò smarrimento e grande turbamento e le reazioni dei principali esponenti dei partiti dimostrarono la profonda preoccupazione: Ugo La Malfa parlò di «stato di guerra» e di necessità di «misure eccezionali di guerra»; Giorgio Almirante arrivò al punto di richiedere la sostituzione del Ministro Cossiga con un militare, la promulgazione di una legge eccezionale e il ripristino della pena di morte, il Procuratore Capo della Repubblica Giovanni De Matteo propose di dichiarare lo stato di «pericolo pubblico». Altri uomini politici diedero invece grande importanza alla necessità di dare una risposta democratica al terrorismo; Francesco De Martino invitò a «non perdere la calma e mobilitare tutte le energie del Paese», Giovanni Malagodi richiese «coraggio e fermezza democratica»; Bettino Craxi parlò di «ferita della Repubblica» e di «temere che si diffonda una sorta di rassegnazione», Enrico Berlinguer vide nell'agguato di via Fani «un tentativo estremo di frenare un processo politico positivo» mentre Lucio Magri – come reazione alla strage – paventò l'emanazione di leggi liberticide sostenendo che eventuali provvedimenti in tal senso andavano «proprio sulla strada che la strategia dell'eversione vuole», e per combattere il terrorismo chiese al Paese un'autocritica e un impegno per affrontare i problemi che erano alla base della crisi economica e morale. Infine Benigno Zaccagnini, legato da sentimenti di fraterna amicizia con Aldo Moro, apparve sconvolto ed espresse solo «l'auspicio che possa essere messa in atto ogni azione capace di far fallire lo scopo di questa criminosa e criminale attività». Sandro Pertini, dopo aver parlato di «colpo al cuore della classe politica», propose di rinunciare alla discussione generale alla Camera e passare subito al voto di fiducia al nuovo Governo per dare un'immediata dimostrazione di solidarietà democratica.
Alle ore 20:35, dopo il discorso del Presidente del Consiglio Andreotti, interrotto a tratti dalle intemperanze soprattutto di alcuni deputati del MSI, fu votata la fiducia al nuovo governo con 545 voti favorevoli, 30 voti contrari e tre astenuti.
Nella popolazione le notizie dell'agguato provocarono in grande maggioranza paura e dolore: l'inquietudine e lo sgomento furono i sentimenti prevalenti, secondo alcuni commentatori si assistette a un significativo riavvicinamento popolare alle istituzioni democratiche e predominarono fenomeni di ripulsa e totale rifiuto della violenza e della brutalità dimostrata dai terroristi.
Nella base comunista e operaia tuttavia non mancarono componenti che manifestarono sentimenti di soddisfazione per l'attacco brigatista alla Democrazia Cristiana, mentre nel movimento del Settantasette l'azione di via Fani fece grande impressione e favorì un notevole reclutamento di nuovi militanti decisi a passare alla lotta armata. Nell'ambiente studentesco ci furono anche reazioni di esultanza.

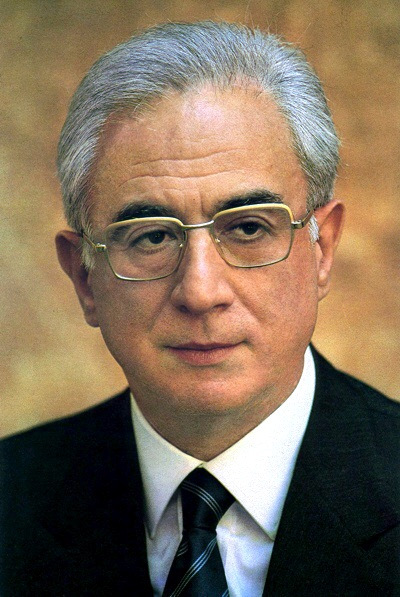
Francesco Cossiga, Ministro dell'Interno nel governo Andreotti.

Durante il resto della giornata del 16 marzo si susseguirono indiscrezioni e informazioni sulle prime indagini e sugli sviluppi della ricerca dei rapitori e dell'ostaggio. Vennero diramate dal sostituto procuratore Infelisi notizie, che poi si rivelarono errate, sul possibile impiego da parte dei terroristi di una pistola Nagant. Un'enorme quantità di segnalazioni da parte di cittadini fu registrata e controllata senza alcun risultato.
Il Ministero dell'Interno diffuse i nomi e le foto di diciannove presunti terroristi ricercati, probabilmente coinvolti. La lista presentava gravi errori e includeva anche criminali comuni, due persone già detenute e militanti di altri gruppi eversivi estranei ai fatti (uno di questi, Antonio Bellavita, risiedeva a Parigi da otto anni). Peraltro cinque persone incluse nella lista erano realmente responsabili dell'agguato di via Fani e del sequestro. Si trattava di brigatisti conosciuti e clandestini da anni: Mario Moretti, Lauro Azzolini, Franco Bonisoli, Prospero Gallinari e Rocco Micaletto.
Alle ore 23:30 venne fermato, su disposizione del sostituto procuratore Infelisi, Gianfranco Moreno, dipendente di una banca, personaggio che si sarebbe ben presto rivelato completamente estraneo ai fatti.
In realtà, nonostante alcuni infortuni e una certa confusione, le autorità non erano state completamente inefficienti nelle prime, drammatiche ore dopo l'agguato. In particolare il dirigente della DIGOS Domenico Spinella aveva intrapreso le prime ricerche di elementi sospetti dell'estremismo romano di cui non si sapeva più nulla da anni. Tra il pomeriggio del 16 marzo e il mattino del 17 marzo, agenti di polizia si presentarono e sottoposero a perquisizioni le abitazioni ufficiali di Adriana Faranda e Valerio Morucci senza trovare traccia dei due, che erano effettivamente tra i principali responsabili del sequestro.
Nel frattempo alle ore 21:00 si era conclusa la seconda riunione del comitato tecnico-operativo presieduta dal Ministro Cossiga. In questa sede non erano emerse novità importanti, si era discusso soprattutto di intensificare i posti di blocco, di attivare contatti con i servizi segreti stranieri, di organizzare un piano di massicce perquisizioni alla ricerca della prigione dell'ostaggio, mentre si rinunciò invece a istituire una taglia sui rapitori.

## Svolgimento dei fatti secondo il racconto dei brigatisti

### Preparazione dell'attentato

#### Le Brigate Rosse a Roma

Mario Moretti, «Maurizio», in una fototessera dei primi anni settanta.

A partire dall'estate 1976 le Brigate Rosse erano riuscite a costituire una colonna dell'organizzazione a Roma, grazie soprattutto all'impegno di tre dirigenti giunti nella capitale dal Nord Italia: Mario Moretti, conosciuto con il nome di battaglia di «Maurizio», Franco Bonisoli «Luigi», che erano entrambi membri dell'esecutivo brigatista, il principale organismo direttivo dell'organizzazione, e Maria Carla Brioschi «Monica». I tre brigatisti avevano preso contatto con gli elementi estremistici già presenti nella città provenienti principalmente dalla disciolta struttura militare di Potere Operaio, dal gruppo autonomo di via dei Volsci e dai resti della struttura dei NAP.
I primi elementi clandestini della nuova colonna romana furono Valerio Morucci, conosciuto come «Matteo», personaggio già molto noto negli ambienti dell'estremismo, esperto di armi e organizzatore di precedenti piccoli gruppi di lotta armata, e la sua compagna Adriana Faranda «Alessandra». A questi due militanti si unirono ben presto, sotto la direzione dei brigatisti del Nord, altri giovani inizialmente non clandestini come Bruno Seghetti, Barbara Balzerani, Francesco Piccioni, Alessio Casimirri, Rita Algranati, Germano Maccari, Renato Arreni, Anna Laura Braghetti, Antonio Savasta. Nel settembre del 1977 giunse a Roma anche un altro importante brigatista del Nord, Prospero Gallinari, evaso in gennaio dal carcere di Treviso dove era detenuto dopo il suo arresto nel 1974, mentre prima la Brioschi e poi Bonisoli tornarono a Milano.
Soprattutto grazie alla capacità organizzativa e all'esperienza di Mario Moretti, brigatista clandestino fin dal 1972 in contatto con gli altri militanti dell'esecutivo brigatista presenti al Nord, la colonna romana crebbe progressivamente in efficienza. Furono costituite le prime basi in via Gradoli e in via Chiabrera e vennero eseguiti i primi attentati con ferimenti di giornalisti, uomini politici e dirigenti degli apparati dello stato. Ben presto l'obiettivo delle Brigate Rosse a Roma, città priva di grandi complessi industriali e di una forte classe operaia come le grandi città del Nord, divenne il cosiddetto «attacco al cuore dello stato», ossia l'organizzazione di un attentato clamoroso con il sequestro di un importante uomo politico della Democrazia Cristiana, partito dominante da oltre trent'anni in Italia, per incidere direttamente sulla vita politica nazionale, minare la solidità della Repubblica democratica e sviluppare e propagandare la lotta armata.
Nel febbraio 1978 le Brigate Rosse diffusero una cosiddetta «Risoluzione strategica» in cui delineavano la loro nuova e ambiziosa strategia di «distruzione delle forze del nemico». Il gruppo armato intendeva organizzare un vero «salto di qualità» passando dalla fase della «propaganda armata» a quello della «guerra civile dispiegata», e lo scopo della cosiddetta «campagna di primavera» diveniva l'attacco alla Democrazia Cristiana, il partito-Stato.
Secondo le dichiarazioni di alcuni brigatisti la scelta dell'obiettivo concreto fu in parte legata a considerazioni sulle difficoltà operative dell'eventuale azione. Si ritenne che un attentato contro Giulio Andreotti, Presidente del Consiglio, o Amintore Fanfani, Presidente del Senato, presentasse problemi insormontabili a causa della forte protezione di cui disponevano per i loro incarichi istituzionali. Un agguato contro Aldo Moro, presidente della Democrazia Cristiana e protagonista delle recenti vicende politiche, sembrò invece più semplice: in realtà Mario Moretti ha affermato che fin dall'inizio Moro, per la sua statura politica, fu il vero obiettivo delle Brigate Rosse a Roma.

#### Attacco al cuore dello Stato

##### Pianificazione dell'agguato

I quattro brigatisti che uccisero le guardie del corpo di Aldo Moro nell'agguato di via Fani: Valerio Morucci, Raffaele Fiore, Prospero Gallinari, Franco Bonisoli

Inizialmente la pianificazione brigatista ipotizzò un sequestro incruento; durante la fase dell'inchiesta preliminare venne individuata la possibilità di effettuare l'azione all'interno della Chiesa di Santa Chiara in piazza dei Giuochi Delfici dove Aldo Moro sostava in preghiera quasi tutte le mattine accompagnato solo da due agenti di scorta. I brigatisti, in particolare Valerio Morucci, ritenevano di poter immobilizzare gli agenti dentro la chiesa e di poter fuggire con l'ostaggio attraverso l'uscita posteriore. Preoccupazioni su un eventuale conflitto a fuoco che avrebbe potuto coinvolgere estranei, compresi bambini e genitori di una scuola comunicante con il percorso di fuga, convinse però i brigatisti a rinunciare a questo piano.

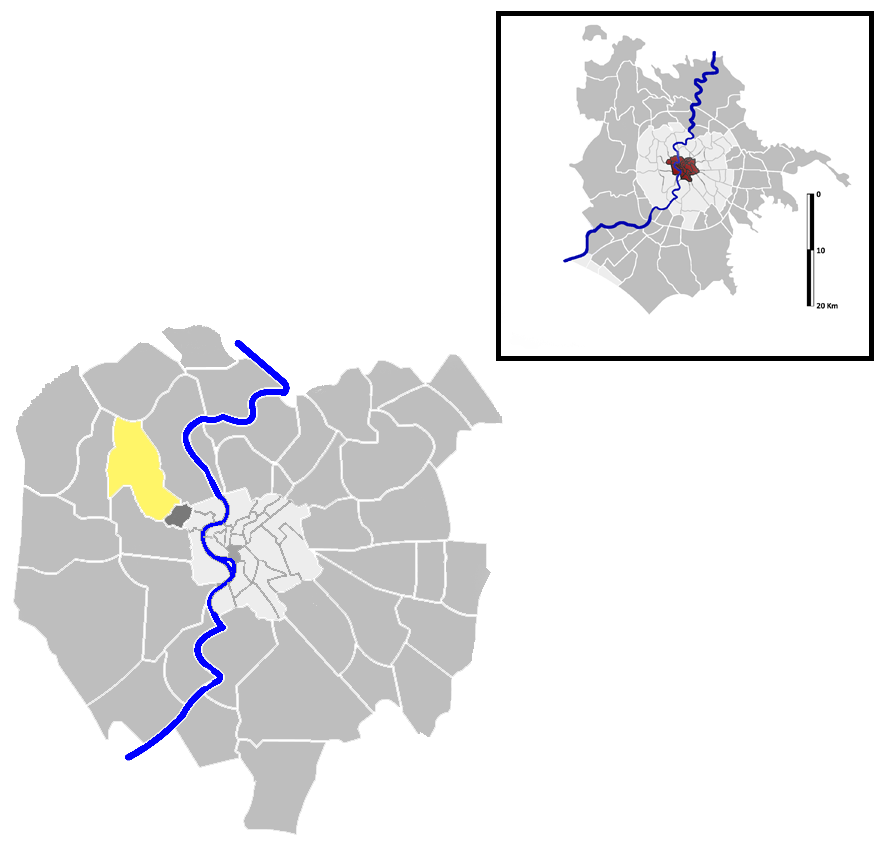
Mappa dei quartieri romani, in giallo è indicato il quartiere Trionfale dove si trova via Mario Fani.

Venne quindi studiato un piano alternativo che questa volta prevedeva l'uccisione di tutti gli uomini della scorta dell'uomo politico. Studiando le abitudini di Moro venne rilevato dai brigatisti come egli seguisse nella mattinata di regola sempre le stesse attività: se non aveva impegni particolari, Moro si recava per prima cosa, accompagnato dalla scorta, nella Chiesa di Santa Chiara percorrendo quasi sempre lo stesso percorso a partire dalla sua abitazione in via del Forte Trionfale. Lungo questo percorso abituale i brigatisti ritennero di poter effettuare l'agguato in via Mario Fani, una strada a doppio senso di marcia poco frequentata, costeggiata da quartieri residenziali, larga circa dieci metri, lunga e dritta, che si sviluppava con un andamento lievemente in discesa fino a uno stop all'incrocio con via Stresa, una strada più stretta, in salita e a senso unico di marcia che si ricollegava a via Trionfale. L'azione avrebbe presentato la grave difficoltà che il convoglio del presidente democristiano sarebbe stato in movimento, ma la strada in leggera pendenza e lo stop avrebbe rallentato la marcia consentendo ai brigatisti di fermare le auto utilizzando la cosiddetta tecnica dei «cancelletti».
Questa metodica prevedeva di bloccare il convoglio con uno stratagemma e di isolare l'area dell'agguato organizzando dei «cancelletti» di sbarramento con delle auto e i loro occupanti, interrompendo il traffico sia da entrambe le parti di via Fani sia dalla parte di via Stresa: in questo modo un gruppo di fuoco appostato all'incrocio, libero da minacce o interferenze di estranei, avrebbe potuto eliminare la scorta del presidente. Era inoltre essenziale proteggere la via di fuga del gruppo brigatista in direzione di via Trionfale. Il piano definitivamente adottato dai brigatisti prevedeva che un militante, tempestivamente avvertito da una brigatista dell'arrivo delle macchine del presidente, si sarebbe inserito sulla strada e avrebbe bloccato, fermandosi bruscamente allo stop con la sua auto, la scorta di Moro. L'auto utilizzata avrebbe esposto una targa CD (corpo diplomatico) per evitare sospetti tra gli uomini della scorta. La targa, rubata nel 1973 a un funzionario venezuelano, era arrivata alle Brigate Rosse tramite Valerio Morucci che l'aveva consegnata all'organizzazione nel settembre 1976.
Quindi l'incrocio di via Stresa e la parte bassa di via Fani sarebbero stati presidiati e sbarrati da altri tre brigatisti con due macchine: sul lato sinistro della strada, altri quattro militanti, travestiti da avieri Alitalia e armati di mitra, posizionati dietro le siepi di un bar chiuso per restauri all'angolo di via Fani, il bar Olivetti, sarebbero intervenuti di sorpresa sulle auto dell'uomo politico e avrebbero eliminato la scorta. Un'altra auto con un brigatista a bordo, pronta in via Stresa, avrebbe quindi caricato l'ostaggio insieme ad alcuni terroristi e sarebbe partita subito verso via Trionfale.

Via Fani il mattino del 16 marzo 1978.

##### Organizzazione dell'agguato
Per organizzare e portare a termine un'operazione così complessa fu necessario impegnare l'intera colonna romana: inoltre furono inviati nella capitale alcuni brigatisti esperti delle altre colonne del Nord.
Il rapimento di Moro, secondo la ricostruzione di Clementi et alii, nella sua realizzazione fu organizzato, studiato, eseguito e poi gestito dalla Colonna romana, che era così formata: una Direzione, Brigate territoriali di Torre Spaccata (Padula, Pancelli, Cacciotti e S. Petrella), la Brigata servizi (Ricciardi, Iannelli e Capuano), una in costituzione al Tiburtino, la Brigata universitaria (Savasta, Libera, Spadaccinie Piunti), quella di Centocelle (Arreni, Savasta e Perrotta) e Primavalle (Pera) e Brigate di fronte di colonna: Logistico (Piccioni, Petrella M. e Novelli) e della Controrivoluzione (Faranda, Casimirri, Algranati e Loiacono). A queste brigate vanno aggiunte due strutture nazionali presenti a Roma, la Tipografia, gestita da Moretti, Triaca e Marini e la Propaganda,gestita da Moretti, Marini e Mariani. 
Tutti i dirigenti di queste Colonne, eccetto Faranda, parteciparono all'azione in Fani, assieme a tutte le componenti del Fronte della controrivoluzione.
A queste persone si aggiunsero due brigatisti provenienti da Torino e Milano, tra cui un secondo dirigente dell’Esecutivo.
Le basi clandestine utilizzate furono cinque: quella di via Chiabrera, di via Gradoli, di Borgo Pio, via Montalcini e via Palombini.
Alla fine del 1977 scese a Roma da Torino Raffaele Fiore «Marcello» che rimase nella capitale per alcuni giorni. Contemporaneamente da Milano ritornò Franco Bonisoli: in quest'occasione si svolse in un villino a Velletri una prima riunione con i militanti regolari della colonna, tra cui Morucci, Gallinari, Moretti, la Balzerani e la Faranda, in cui vennero discussi i dettagli dell'azione e vennero analizzati una serie di problemi tecnici. Fiore si recò anche sui luoghi previsti per l'agguato in compagnia di Morucci e Moretti.
Nel febbraio 1978 si tenne nel villino di Velletri un'importante direzione strategica delle Brigate Rosse con la partecipazione di militanti di tutte le colonne: da Torino arrivarono Fiore, Nadia Ponti «Marta» e due irregolari; venne definitivamente decisa l'azione contro Aldo Moro, denominata in codice all'interno dell'operazione «Fritz» , e vennero studiati i risvolti politici del sequestro. Prospero Gallinari raccontò che durante quella riunione, a cui parteciparono anche i militanti scelti per l'azione di via Fani, si svolse nel giardino della villa l'unica esercitazione generale per studiare movimenti e tempi dell'operazione. Tra il 22 e il 23 febbraio iniziarono i sopralluoghi sistematici dei brigatisti nel luogo scelto per l'agguato per valutare sul terreno i problemi operativi.
Nella prima settimana di marzo ritornò a Roma Raffaele Fiore, che partecipò con Morucci e Bonisoli ad alcune prove con le armi sulla riva del mare, alloggiando i primi giorni a Velletri per poi trasferirsi nell'appartamento di Bruno Seghetti. La decisione definitiva del comitato esecutivo fu presa una settimana prima del 16 marzo e, a dire dei brigatisti, fu presa indipendentemente dal calendario dei lavori parlamentari e dalle notizie sugli sviluppi della formazione del nuovo governo Andreotti.

### L'agguato di via Fani

#### Appuntamento in via Fani
La notte del 16 marzo Mario Moretti, che a suo dire non riuscì a dormire, rimase in via Gradoli con Barbara Balzerani; Morucci e Bonisoli erano in via Chiabrera insieme ad Adriana Faranda, Gallinari dormì con Anna Laura Braghetti in via Montalcini, mentre Fiore passò la notte a Borgo Vittorio nell'abitazione di Bruno Seghetti, insieme al quale in precedenza aveva squarciato le gomme dell'autoveicolo del fioraio Spiriticchio, per impedire che costui si recasse, come abitualmente faceva, col furgone in via Fani parcheggiandolo e ostacolando con la sua presenza il tragitto delle auto brigatiste. Fu Moretti che controllò preliminarmente se quel mattino Aldo Moro fosse nella sua abitazione: il brigatista passò davanti alla casa del presidente, dove vide le auto della scorta pronte ad accompagnare l'uomo politico, e successivamente si portò in via Fani dove avvertì i suoi compagni che l'azione era confermata.

Prospero Gallinari era uno dei brigatisti travestiti da avieri che attaccarono l'auto della scorta.

Nei loro racconti i quattro brigatisti del gruppo di fuoco, Morucci, Fiore, Gallinari e Bonisoli ricordano che nelle prime ore della mattina del 16 marzo indossarono pesanti maglioni scuri a giro collo, giubbotti antiproiettile e impermeabili azzurri a doppio petto su cui erano stati cuciti i fregi dell'Alitalia, sotto cui nascosero i loro mitra inizialmente trasportati in borse di cuoio con marchio Alitalia. Tutti e quattro avevano berretti azzurri con visiera con i fregi della compagnia di bandiera italiana, acquistati alcuni giorni prima in un negozio di via Firenze da una donna, che si appurò in seguito essere Adriana Faranda.
I componenti del nucleo brigatista arrivarono in via Fani in piccoli gruppi intorno alle 8:45. Valerio Morucci «Matteo», armato con un mitra FNAB-43 e una pistola Browning HP, e Franco Bonisoli «Luigi», con un altro FNAB-43 e una pistola Beretta M51, si mossero su una Fiat 127 che poi abbandonarono nei pressi del mercato Trionfale e salirono su una Autobianchi A112 con la quale arrivarono in via Stresa, quindi si diressero a piedi sul luogo dell'agguato che raggiunsero per primi. Poco dopo arrivarono anche gli altri due brigatisti travestiti da avieri, Prospero Gallinari «Giuseppe», che aveva un mitra TZ45 e una pistola Smith & Wesson Model 39, e Raffaele Fiore «Marcello», con una pistola mitragliatrice Beretta M12 e una pistola Browning HP; i quattro si portarono con calma dietro le siepi del bar Olivetti, chiuso per lavori, con le saracinesche abbassate, poste all'angolo della strada nei pressi dello stop di via Fani su via Stresa. Secondo Raffaele Fiore, i quattro brigatisti si divisero in due coppie poco distanti tra loro, fingendo di chiacchierare; egli ha rievocato anche la grande tensione presente e l'attenzione messa per controllare eventuali situazioni impreviste.

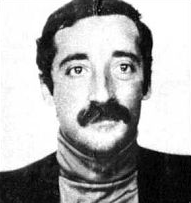
Mario Moretti, principale dirigente delle Brigate Rosse a Roma, guidava la Fiat 128 bianca con targa Corpo Diplomatico.

Nello stesso tempo anche gli altri brigatisti raggiunsero le posizioni stabilite. Mario Moretti «Maurizio», armato con un mitra Beretta MAB 38 e una pistola Browning HP, era a bordo della Fiat 128 con targa CD ferma sulla destra di via Fani subito dopo via Sangemini, pronto a muovere verso l'incrocio di via Stresa: in precedenza, dopo essere arrivato in compagnia della Balzerani, aveva percorso a piedi via Fani per controllare che tutti fossero ai loro posti. Su una Fiat 128 bianca Alessio Casimirri «Camillo» e Alvaro Lojacono «Otello», che disponevano di un fucile M1 cal. 30, erano in attesa sullo stesso lato di via Fani, poco più avanti di Moretti. Dall'altra parte dell'incrocio di via Stresa era ferma una Fiat 128 blu, rivolta con il muso verso la direzione da cui era previsto l'arrivo delle auto dell'onorevole Moro: a bordo di quest'auto c'era Barbara Balzerani «Sara», armata con una mitraglietta Vz 61 Skorpion. In via Stresa, fermo contromano sul lato sinistro della strada, a pochi metri dall'incrocio c'era Bruno Seghetti «Claudio» alla guida di una Fiat 132 blu: questa vettura avrebbe dovuto tornare indietro in retromarcia e caricare a bordo l'ostaggio; infine una A112 era ferma senza occupanti sul lato destro di via Stresa a venti metri dall'incrocio.
Alle ore 9:00 circa Rita Algranati «Marzia», la ragazza appostata all'inizio di via Fani, vide arrivare il convoglio delle auto dell'onorevole Moro e con un mazzo di fiori in mano fece il segnale convenuto allertando Mario Moretti: subito dopo abbandonò il luogo dell'azione su un ciclomotore. Moretti quindi, appena vide arrivare le auto, partì a sua volta e riuscì a inserirsi nel momento giusto proprio davanti al convoglio del presidente, rallentò opportunamente l'andatura evitando tuttavia di farsi superare, sorpassò una Fiat 500 che procedeva lentamente e le macchine di Moro superarono a loro volta e lo seguirono subito dietro. Allo stop su via Stresa, Moretti si arrestò, fermandosi leggermente di traverso per occupare la maggior parte della carreggiata.
Riguardo alla fase iniziale dell'agguato le ricostruzioni di Valerio Morucci e quelle di Moretti e Fiore sono parzialmente discordanti: mentre Morucci riferì che la fermata allo stop di via Fani della Fiat 128 CD guidata da Moretti provocò un immediato tamponamento a catena con la Fiat 130 dell'onorevole Moro e l'Alfetta della scorta, Moretti e Fiore ricordano invece che inizialmente non ci fu alcun tamponamento e che le auto del presidente democristiano si fermarono regolarmente dietro la Fiat 128 CD apparentemente senza sospettare alcun pericolo; Moretti notò anche che l'appuntato Ricci gli segnalò di ripartire.

#### Lo scontro a fuoco
I quattro brigatisti travestiti da avieri, non appena videro arrivare le tre auto nei pressi dell'incrocio di via Fani, cominciarono a uscire da dietro le siepi del bar Olivetti e quindi estrassero i mitra dalle loro borse e si portarono il più rapidamente possibile al centro della strada per avvicinarsi al massimo alle auto e aprire immediatamente il fuoco. «Matteo» (Morucci) e «Marcello» (Fiore) si mossero verso la Fiat 130 del presidente, mentre «Giuseppe» (Gallinari) e «Luigi» (Bonisoli) si avvicinarono all'Alfetta: in pochi istanti i quattro brigatisti raggiunsero le auto ferme e iniziarono a sparare da distanza estremamente ravvicinata con le loro armi automatiche, cogliendo completamente di sorpresa gli agenti di scorta. Valerio Morucci sparò attraverso il parabrezza con l'FNAB-43 e colpì ripetutamente il maresciallo Leonardi, ma Raffaele Fiore (che aveva il compito di uccidere l'autista della Fiat 130, appuntato Ricci) dopo pochi colpi ebbe il suo mitra M12 (teoricamente l'arma più moderna a disposizione dei terroristi) inceppato: egli sostituì il caricatore ma non riuscì a riprendere il fuoco e di conseguenza l'appuntato Ricci non venne subito eliminato.

Valerio Morucci fu uno dei brigatisti travestiti da avieri che spararono contro l'auto di Aldo Moro.

Contemporaneamente anche gli altri due brigatisti, Gallinari, armato di un mitra TZ45, e Bonisoli, con un altro FNAB-43, si avvicinarono all'Alfetta: aprirono il fuoco subito contro la scorta; anche la fiancata sinistra dell'auto fu raggiunta da molti colpi. Sarebbe stato proprio l'immediato, grave ferimento dell'agente Rivera che innescò il tamponamento a catena; l'autista della l'Alfetta colpito rilasciò la frizione e l'auto quindi tamponò la Fiat 130 che a sua volta fece un movimento in avanti e colpì la 128 CD con Moretti rimasto alla guida. Alle spalle delle due auto dell'onorevole Moro si erano intanto portati Casimirri e Lojacono che bloccarono il traffico lungo via Fani con la loro Fiat 128 bianca e provvidero a intimidire con le armi le poche persone presenti sul luogo e il figlio del giornalaio dell'edicola posta lungo via Fani.

Il cadavere dell'appuntato Domenico Ricci, autista di Aldo Moro, riverso sul posto guida della Fiat 130; sul sedile posteriore si scorgono alcuni effetti personali di Moro.

Nel frattempo anche Barbara Balzerani si era subito portata all'incrocio di via Stresa e con la mitraglietta Skorpion controllò e bloccò il flusso delle auto da quella direzione mentre alle sue spalle infuriava il conflitto a fuoco. Anche i due brigatisti impegnati contro l'Alfetta ebbero problemi con le loro armi: Gallinari riuscì a sparare per alcuni secondi prima che anche il suo mitra si inceppasse, egli quindi continuò a sparare con la sua pistola Smith & Wesson M39, mentre Bonisoli sparò circa un caricatore contro gli agenti dell'Alfetta.
Secondo i racconti di Moretti, Fiore e Morucci, l'appuntato Ricci ebbe il tempo di effettuare alcuni disperati tentativi di sfuggire alla trappola: mentre Fiore cercava di risolvere i problemi del suo M12, Morucci, dopo aver sparato al maresciallo Leonardi, si trovò in difficoltà con il suo FNAB-43 e si spostò per alcuni secondi verso l'incrocio di via Stresa per tentare di disinceppare la sua arma. L'appuntato Ricci fece varie volte delle manovre per svincolare la Fiat 130 ma, bloccato posteriormente dall'Alfetta e anteriormente dalla Fiat 128 CD non riuscì a trovare una via d'uscita. Moretti, che avrebbe dovuto intervenire all'incrocio per aiutare la Balzerani, invece rimase dentro l'auto, inserì il freno a mano e tenne premuto il freno a pedale cercando di mantenere il blocco; il tentativo dell'appuntato Ricci di passare sulla destra fu impedito anche dalla casuale presenza sul bordo della strada da quel lato di una Mini Minor Traveller  parcheggiata.
Entro pochi secondi Valerio Morucci riuscì a risolvere i problemi tecnici del suo mitra, riuscendo quindi a ritornare verso la Fiat 130 e sparare altre raffiche ravvicinate che uccisero l'appuntato Ricci: nel frattempo mentre l'agente Rivera e il vice brigadiere Zizzi erano stati ripetutamente colpiti, l'agente Iozzino, posto sul sedile posteriore destro dell'Alfetta e quindi relativamente meno esposto al fuoco da sinistra dei brigatisti, riuscì a uscire dall'auto e a rispondere al fuoco con la sua pistola Beretta 92 esplodendo alcuni colpi. Sia Gallinari che Bonisoli spararono contro l'agente Iozzino: secondo il racconto di Moretti, sarebbe stato Bonisoli che, dopo aver esaurito il caricatore del suo mitra FNAB-43, aveva riaperto il fuoco con la sua pistola Beretta 51, a colpire mortalmente l'agente di polizia verosimilmente già raggiunto in precedenza da altri proiettili dei due brigatisti. Bonisoli si sarebbe mosso per aggirare da sinistra l'agente Iozzino, che cadde riverso supino sul piano stradale. Secondo il racconto di Morucci, Bonisoli avrebbe quindi raggiunto, ormai al termine del conflitto a fuoco, il lato destro della strada dove sparò altri colpi verso l'Alfetta e ritornò, passando da quel lato, verso l'incrocio di via Stresa.

#### Fuga da via Fani

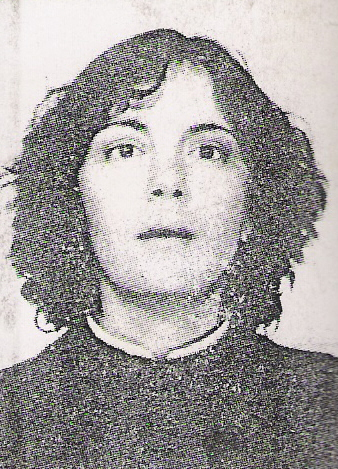
Barbara Balzerani «Sara», l'unica donna che prese parte direttamente all'agguato, presidiando l'incrocio con via Stresa.

Il conflitto a fuoco era finito e Raffaele Fiore aprì subito la portiera posteriore sinistra della Fiat 130 ed estrasse l'onorevole Moro dall'auto: l'impronta della mano di grandi dimensioni che fu rilevata dai periti sulla portiera sarebbe appartenuta proprio a Fiore. L'uomo politico era abbassato sul sedile posteriore, apparentemente illeso, silenzioso e fortemente scosso. Egli non oppose alcuna resistenza e Fiore, uomo di robusta costituzione fisica, lo afferrò per un braccio e, aiutato anche da Moretti che, uscito finalmente dalla Fiat 128 CD, si era portato sulla strada, lo trascinò in direzione della Fiat 132 blu con alla guida Bruno Seghetti. Quest'ultimo si era portato subito in retromarcia da via Stresa in via Fani e si affiancò alla Fiat 130: Fiore fece entrare l'ostaggio nell'autovettura e lo fece sdraiare, nascosto da una coperta, sui sedili posteriori, dove salì egli stesso, mentre Moretti si pose nel sedile anteriore destro. Seghetti partì subito con la 132 blu lungo via Stresa in direzione di via Trionfale con a bordo Fiore, Moretti e l'ostaggio.
In questa fase i brigatisti non seguirono esattamente lo schema stabilito che prevedeva che l'auto destinata a guidare il convoglio fosse la 128 blu, seguita dalla 132 blu e dalla 128 bianca; Morucci, scosso dalla violenza dell'azione, mostrò una certa indecisione, perse tempo e venne sollecitato da Gallinari ad affrettarsi dato che la Fiat 132 era già partita; Morucci quindi prese due delle cinque borse dell'onorevole Moro dalla Fiat 130 e si diresse alla Fiat 128 blu ferma nella parte bassa di via Fani dove erano già in attesa Barbara Balzerani sui sedili posteriori e Franco Bonisoli sul posto del passeggero. Le due borse, che secondo i brigatisti contenevano medicinali, tesi di laurea, lettere di raccomandazione e un progetto di riforma delle forze dell'ordine, furono caricate sulla Fiat 128 blu, Morucci si mise alla guida dell'auto e finalmente partì a sua volta, seguendo a circa 50 metri di distanza le altre macchine lungo via Trionfale. Subito dietro l'auto guidata da Seghetti con l'ostaggio a bordo, viaggiava in questa prima fase della fuga la Fiat 128 bianca di Casimirri e Lojacono su cui era salito anche Gallinari. Sul piano stradale rimase abbandonata una borsa in cuoio nera, su cui era stata applicata dai brigatisti la scritta Alitalia, che Morucci aveva utilizzato per nascondere il suo mitra.

### Fuga dei brigatisti

Bruno Seghetti, il brigatista che era alla guida della Fiat 132 su cui venne caricato Aldo Moro.

Le tre auto si diressero a forte velocità lungo via Stresa quindi proseguirono per via Trionfale attraverso piazza Monte Gaudio: secondo il racconto di Morucci, egli con la Fiat 128 blu in un primo tempo recuperò il terreno perduto e passò in testa al convoglio come previsto dal piano iniziale. Raffaele Fiore riferì che durante il tragitto le loro macchine incrociarono un'auto della polizia a sirene spiegate che non si accorse di nulla. I brigatisti avevano studiato una deviazione del percorso per evitare possibili inseguimenti e far perdere le loro tracce: il piano ebbe successo, dopo aver percorso via Trionfale e aver attraversato largo Cervinia, le tre auto effettuarono una svolta repentina su via Belli, una strada secondaria parzialmente occultata dalla vegetazione, quindi imboccarono via Casale de Bustis, un'altra strada secondaria il cui accesso era chiuso da una sbarra bloccata da una catena.
Per effettuare la svolta verso via Belli, Morucci si allargò troppo, perse nuovamente terreno, fu superato dalle altre auto e ritornò in coda al gruppo; di conseguenza fu la Fiat 132 blu che giunse per prima alla sbarra; uno degli occupanti dell'auto scese e con una tronchese ruppe la catena e sollevò la sbarra permettendo l'accesso a via Casale de Bustis. Le tre auto poterono quindi percorrere questa strada, quindi proseguirono e raggiunsero via Massimi.

Alvaro Lojacono «Otello».

Alessio Casimirri «Camillo».

In via Massimi era già predisposta una Citroën Dyane azzurra su cui salì Seghetti che prese la testa del convoglio, mentre Moretti passò alla guida della Fiat 132 blu dove erano Moro e Raffaele Fiore: poco più avanti, in via Bitossi, era invece pronto un furgone grigio chiaro Fiat 850T, Morucci quindi lasciò la Fiat 128 blu, prese le due borse di Moro e passò alla guida del furgone; tutti gli automezzi proseguirono per via Bernardini. Le tre auto originarie dei brigatisti, il furgone con Morucci alla guida e la Dyane guidata da Seghetti percorsero via Serranti e raggiunsero finalmente piazza Madonna del Cenacolo, il punto scelto per il trasbordo dell'ostaggio; qui Aldo Moro venne fatto scendere e, sotto la copertura fornita dalle auto affiancate, fu fatto salire da Moretti e Fiore attraverso il portello laterale del furgone e fatto entrare in una cassa di legno già pronta nel veicolo alla cui guida passò Mario Moretti; Morucci e Seghetti precedettero con la Dyane il furgone lungo la seconda parte del percorso di fuga, mentre le altre auto, la Fiat 132 blu, la Fiat 128 blu e la Fiat 128 bianca furono portate tutte e tre in via Licinio Calvo e abbandonate. Secondo il racconto dei brigatisti, quindi, in piazza Madonna del Cenacolo, tra le 9:20 e le 9:25, il gruppo si sciolse e i brigatisti effettuarono il cambio delle auto. Essendo Aldo Moro visibile nella Fiat 132, fu questo il momento più rischioso del piano di fuga dei brigatisti, ma in questa fase l'allarme generale non era ancora scattato e quindi il trasbordo venne completato senza difficoltà o interferenze.
Fiore, Bonisoli e la Balzerani, dopo aver raggiunto via Licinio Calvo, si allontanarono a piedi, lasciando i loro mitra dentro la Fiat 132 blu, quindi Raffaele Fiore e Franco Bonisoli, armati di pistole, discesero le scalette sottostanti che portavano in viale delle Medaglie d'Oro-Piazza Belsito: da lì si recarono alla stazione Termini con i mezzi pubblici dove presero il treno per Milano. Durante il viaggio in treno i due non ebbero alcuna notizia dello sviluppo degli eventi e poterono solo scambiarsi alcune impressioni e cercare di sondare i commenti delle persone: giunti a Milano i due si divisero e Fiore proseguì in treno fino a Torino. I mitra vennero raccolti da Alessio Casimirri che con le armi si recò, accompagnato da Rita Algranati, in auto al mercato di via Trionfale dove incontrò Raimondo Etro e Bruno Seghetti, ai quali consegnò le pistole automatiche: Seghetti si allontanò trasportando le armi nascoste in un carrello della spesa.
Secondo il racconto dei brigatisti, da piazza Madonna del Cenacolo il furgone guidato da Moretti, con il sequestrato nella cassa di legno, e la Dyane con Morucci e Seghetti si diressero con un percorso particolarmente tortuoso fino al parcheggio sotterraneo della Standa dei Colli Portuensi, nella zona Sud-Ovest di Roma, che raggiunsero senza difficoltà dopo circa venti minuti. Morucci ha descritto il complicato percorso lungo strade private e la zona delle vecchie fornaci, quindi i due automezzi avrebbero tagliato la circonvallazione, superato un solo semaforo, percorso la via dei vecchi casali, l'antica strada del porto fluviale, infine una stretta strada fino al vialone e quindi al grande supermercato. Nel parcheggio sotterraneo la cassa con il sequestrato fu trasferita senza difficoltà e senza destare sospetti dal furgone su un Citroën Ami 8 già in attesa. Le ricostruzioni brigatiste di questa fase non sono molto chiare, sembra tuttavia che nel parcheggio fosse già pronto Prospero Gallinari e forse anche Germano Maccari: furono Moretti e Gallinari che portarono la Ami 8 con la cassa con il sequestrato fino in via Montalcini 8, l'appartamento acquistato da Anna Laura Braghetti con il denaro proveniente dal sequestro Costa,  per fungere da luogo di detenzione di Aldo Moro. Entro trentacinque minuti dal momento del sequestro Moretti e Gallinari raggiunsero la cosiddetta «prigione del popolo».
Dal racconto dei brigatisti sembra che Seghetti e Morucci lasciarono l'ostaggio a Mario Moretti ancor prima del completamento del trasbordo della cassa con il sequestrato nel parcheggio sotterraneo della Standa: essi, controllato che non ci fossero problemi nel parcheggio, ripartirono subito con la Dyane e raggiunsero Trastevere dove Morucci scese a piedi mentre Seghetti parcheggiò l'auto e si allontanò a sua volta. Valerio Morucci alle ore 10:10 da una cabina telefonica effettuò la prima telefonata all'ANSA rivendicando a nome delle Brigate Rosse il sequestro e l'«annientamento» delle «teste di cuoio di Cossiga» e alle ore 10:30 rientrò da solo in via Chiabrera dove era in attesa Adriana Faranda, alla quale apparve scosso e fortemente provato.

## Analisi degli aspetti controversi della ricostruzione dell'agguato

### Mancata reazione della scorta

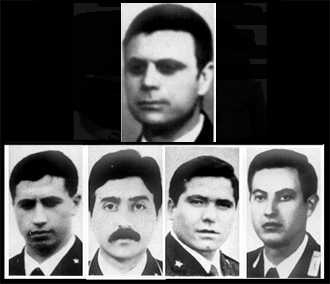
Le vittime di via Fani; in alto Oreste Leonardi, in basso da sinistra: Raffaele Iozzino, Francesco Zizzi, Giulio Rivera, Domenico Ricci.

Nei pochi minuti dell'agguato in via Fani, solo l'agente Iozzino riuscì, essendo seduto nel sedile posteriore destro dell'Alfetta – e quindi nel punto più lontano rispetto ai quattro brigatisti travestiti da avieri – a uscire dall'auto e rispondere al fuoco con la sua pistola. Gli altri componenti della scorta furono tutti uccisi o feriti mortalmente all'interno delle auto e furono ritrovati accasciati sui sedili senza aver potuto neppure impugnare le loro armi che peraltro non erano a portata di mano: il maresciallo Leonardi teneva la sua pistola in un borsello riposto sotto il sedile anteriore. Questa mancata prontezza all'uso delle armi fu un grave errore degli uomini della scorta. Sono state analizzate le ragioni di questa mancanza di reazione della scorta. Si è parlato, senza giungere a conferme definitive, della possibile disattivazione da parte brigatista degli stop della Fiat 128 CD: è stata ventilata perfino l'ipotesi che gli aggressori fossero persone conosciute dagli uomini della scorta, in particolare dal maresciallo Leonardi, che quindi in un primo tempo non ritennero di avere nulla da temere da costoro. Questa tesi è stata respinta da Valerio Morucci, il quale ha affermato che in particolare il maresciallo Leonardi, trovandosi sul sedile anteriore destro, non avrebbe in ogni caso potuto vedere nulla, dato che a suo dire sul lato destro della strada non c'era alcun brigatista.

I cadaveri dell'appuntato Domenico Ricci e del maresciallo Oreste Leonardi.

In teoria gli agenti della scorta erano addestrati ed esperti: Raffaele Iozzino era un tiratore scelto, il maresciallo Leonardi era un ex-paracadutista, Ricci era in servizio da molti anni come autista di Moro; inoltre disponevano di armi moderne, le pistole semiautomatiche Beretta 92 calibro 9 e tre pistole mitragliatrici Beretta M12. Sembra tuttavia dalle risultanze documentali e dalle testimonianze raccolte, che l'addestramento non fosse molto curato e che il personale incaricato della protezione dell'onorevole Moro non avesse la percezione di un imminente pericolo: durante il servizio le armi erano tenute con la sicura attivata mentre i mitra, la cui manutenzione era insufficiente, erano riposti nel bagagliaio. Inoltre il 16 marzo 1978 la scorta sull'Alfetta era guidata per la prima volta dal vicebrigadiere Francesco Zizzi che, provenendo da incarichi amministrativi, non aveva esperienze precedenti come caposcorta. I due capiscorta che si alternavano nel servizio erano il brigadiere di P.S. Rocco Gentiluomo e il brigadiere di P.S. Ferdinando Pallante: in teoria il compito il 16 marzo sarebbe spettato al brigadiere Gentiluomo che però era in ferie e aveva richiesto il giorno precedente al vicebrigadiere Zizzi di sostituirlo per una settimana.
Dal punto di vista operativo inoltre è stato rilevato come l'auto della scorta viaggiasse troppo vicino alla Fiat 130 dell'onorevole Moro, il che rese inevitabile il tamponamento tra gli autoveicoli e l'impossibilità di trovare spazio per svincolare le auto: secondo la moglie del presidente, Eleonora Moro, il maresciallo Leonardi aveva evidenziato ripetutamente la necessità di mantenere maggiori distanze tra le auto; si erano già in precedenza verificati incidenti durante i trasferimenti; apparentemente però le direttive fornite agli uomini della scorta richiedevano che la loro auto «tallonasse» la Fiat 130 del presidente. Le disposizioni di servizio per le scorte non prevedevano che le armi d'ordinanza fossero impugnate durante il percorso: questo era previsto solo in caso di effettivo pericolo immediato, invece in caso di sosta prolungata delle auto per problemi del traffico, gli uomini della scorta sarebbero dovuti uscire immediatamente dall'auto e schierarsi armi in mano a protezione della macchina della personalità scortata. Di fatto gli agenti evidentemente non percepirono affatto una situazione di pericolo immediato allo stop di via Fani e furono quindi colti di sorpresa dai brigatisti «avieri».

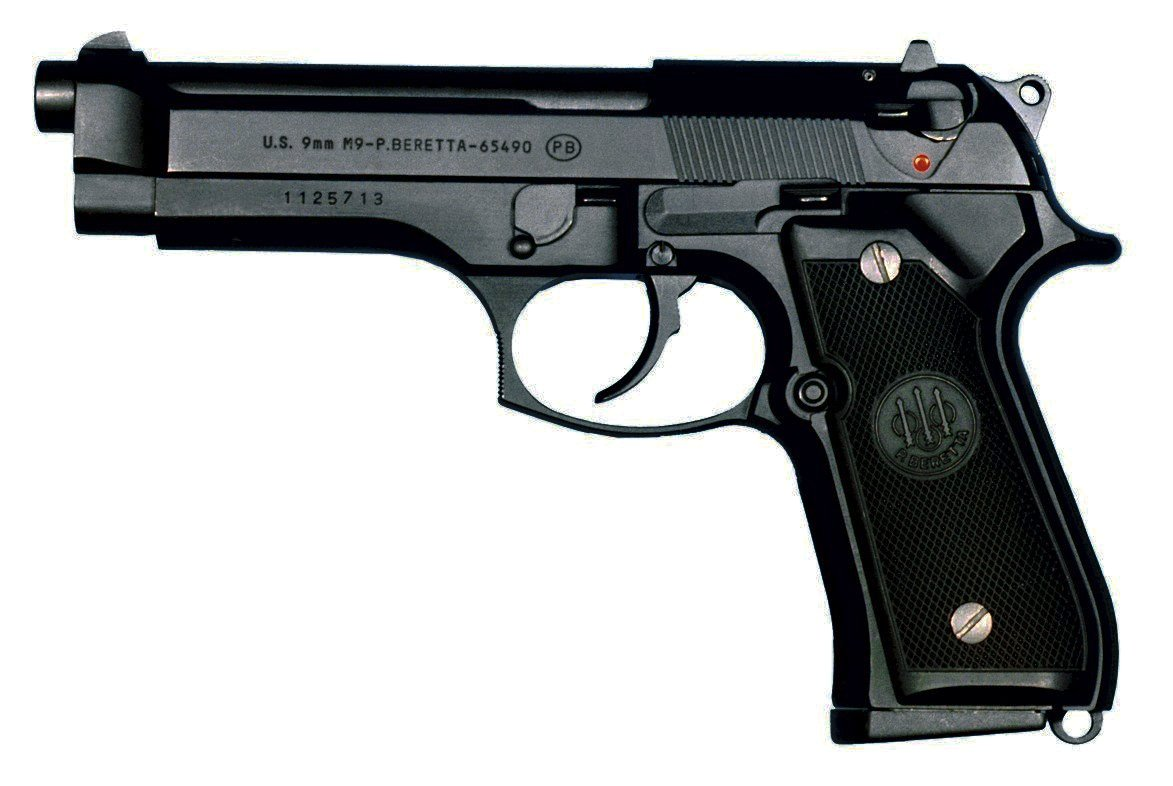
La pistola Beretta 92 era l'arma individuale a disposizione degli agenti della scorta.

Aldo Moro non disponeva di un'auto blindata, nonostante fosse preoccupato per l'incolumità sua e dei suoi familiari e avesse chiesto anche per loro una protezione. A questo riguardo è stato evidenziato come il Ministero dell'Interno in quel periodo disponesse di 28 auto blindate che però erano state distribuite con criteri sorprendenti, assegnandole alcune a persone poco note non esposte a pericoli di attentati politici. La moglie dell'appuntato Ricci testimoniò in sede processuale che il marito era a conoscenza di una richiesta presentata per disporre di un'auto blindata e che Ricci nel dicembre 1977 era in ansiosa attesa dell'arrivo di questo mezzo. Peraltro deve essere rilevato che il 16 marzo 1978 neppure il Presidente del Consiglio Andreotti disponeva di un'auto blindata.
Si ipotizzò inoltre che gli uomini della scorta tenessero i mitra nel portabagagli per via di certe prevenzioni di Moro nei confronti delle armi. Quando Severino Santiapichi, presidente della Corte d'assise durante il processo, chiese spiegazioni al riguardo, la vedova del presidente DC rispose: «Non era affatto un'idea di mio marito, assolutamente no, era il fatto tragico che questa gente le armi non le sapeva usare perché non facevano mai esercitazioni di tiro, non avevano abitudine a maneggiarle, tanto che il mitra stava nel portabagagli. Leonardi ne parlava sempre. "Questa gente – diceva – non può avere un'arma che non sa usare. Deve saperla usare. Deve tenerla come si deve. La deve tenere a portata di mano. La radio deve funzionare, invece non funziona." Per mesi si è andati avanti così. Il maresciallo Leonardi e l'appuntato Ricci non si aspettavano un agguato, in quanto le loro armi erano riposte nel borsello e uno dei due borselli, addirittura, era in una foderina di plastica.».
In sintesi quindi si può ritenere che la mancata reazione della scorta non sia riconducibile a motivazioni misteriose ma sia stata causata in primo luogo dall'effetto sorpresa dell'agguato brigatista che colse totalmente impreparati gli agenti e in secondo luogo dalla loro insufficiente preparazione al compito assegnato. Lo stesso maresciallo Leonardi, la persona da molti anni più vicina a Moro e uomo di grande esperienza militare, che pur avrebbe manifestato preoccupazioni per la sicurezza dell'uomo politico e per la mancanza di mezzi e le carenze di addestramento del personale, venne colto di sorpresa da un attacco di violenza e subitaneità completamente inattesa. Il maresciallo Leonardi infatti venne trovato accasciato, in parte voltato sul fianco, all'interno della Fiat 130 in posizione apparentemente naturale: egli non avrebbe tentato alcuna reazione; secondo Valerio Morucci Leonardi si sarebbe unicamente preoccupato di salvaguardare la vita dell'onorevole Moro cercando di farlo abbassare. Tuttavia la vedova del maresciallo, Ileana Leonardi, ricordò che il marito «ultimamente andava in giro armato perché si era accorto che una macchina lo seguiva.».

### Il nucleo di fuoco brigatista e perizie balistiche
Le impressionanti modalità e le circostanze reali dell'agguato fecero fin dall'inizio sorgere dubbi sull'identità degli effettivi esecutori: l'apparente perfezione tecnica dell'azione indusse fin dalle prime ore alcune autorità dello Stato a enfatizzare l'abilità militare e la precisione dei terroristi. Anche la prima perizia balistica di Ugolini, Jadevito e Lopez del 1978 scrisse di «studio topografico e balistico perfetto» e di attentato «da manuale». Le informazioni raccolte da alcuni testimoni oculari, in particolare di Pietro Lalli che si trovava in quei momenti accanto al benzinaio a circa 100 metri dal luogo dell'agguato, riferirono della presenza di almeno un terrorista apparentemente particolarmente addestrato e abile. Altri testimoni affermarono inoltre che probabilmente «uno del commando parlava straniero», il che fece sorgere immediatamente il sospetto di possibili connessioni con i terroristi tedesco-occidentali della Rote Armee Fraktion, autori nel settembre 1977 di un sanguinoso attentato contro l'industriale Hanns-Martin Schleyer simile nelle modalità di esecuzione.  Questa somiglianza fu analizzata, a meno di due mesi dal sequestro, dalla Stasi che, in un rapporto interno, indicò che vi erano 12 elementi di similitudine fra i due sequestri, concludendo che le BR compirono una dettagliata analisi del rapimento di Schleyer e che il sequestro fu favorito dal fatto che la vettura su cui si trovava Moro viaggiava mantenendo una distanza di sicurezza troppo ridotta rispetto a quella dei terroristi che la precedeva.
Fin dall'epoca dei fatti, e successivamente nel corso degli anni, fu ventilata la possibile presenza in via Fani di uno specialista esterno alle Brigate Rosse: fu fatto il nome di Giustino De Vuono, ex soldato nella Legione straniera e personaggio equivoco legato alla malavita e al crimine organizzato (fu condannato per il rapimento di Carlo Saronio); alcuni testimoni riferirono di averlo riconosciuto in via Fani. Nel 1993 vennero svolte indagini sulla possibile presenza in via Fani di un altro criminale calabrese, Antonio Nirta. Tutte queste ipotesi non hanno mai ottenuto alcun riscontro concreto. Riguardo alla possibile presenza di terroristi tedeschi, in realtà l'unica testimone che parlò di una «lingua ignota» usata dai terroristi fu la signora De Andreis, mentre un'altra ventina di testimoni non confermarono o riferirono di aver sentito urla in italiano. Inoltre la De Andreis parlò di lingua sconosciuta, «né francese, né inglese, né tedesca»: la teste incorse in alcuni errori durante il suo racconto e nel complesso la sua testimonianza risultò di limitata attendibilità e non confermata da altre.
Dalle testimonianze rese da alcuni brigatisti, in particolare Moretti, Gallinari, Fiore, Bonisoli e Morucci, sembra che il loro addestramento militare fosse molto limitato: nel corso della fase preparatoria in pratica si sarebbero svolte solo modeste prove di fuoco sul litorale romano per migliorare la dimestichezza con i mitra; ogni brigatista incaricato di sparare si preparò autonomamente e non ci furono vere simulazioni generali con le armi. L'elemento più preparato dal punto di vista tecnico e dell'esperienza con le armi era Valerio Morucci.
Secondo Raffaele Fiore, per i brigatisti non era importante saper sparare a lunga distanza o acquisire capacità di mira e tecniche militari speciali: era richiesta invece elevata convinzione ideologica e politica, grande determinazione e capacità di arrivare a distanza ravvicinata dall'obiettivo, avvicinandosi il più possibile. Inoltre nel corso dell'azione tutte e quattro le armi automatiche, delle quali tre erano modelli vecchi di provenienza dai residuati bellici ancora disponibili, si sarebbero successivamente inceppate. Queste riferite, presunte carenze addestrative e tecniche dei terroristi hanno sollevato ulteriori dubbi sulla reale, esclusiva responsabilità delle Brigate Rosse nell'agguato. I risultati della prima perizia balistica di Ugolini, Jadevito e Lopez nel 1978 sembrarono accrescere le incertezze e i dubbi.
La perizia stabilì che in via Fani avevano sparato sei armi dei brigatisti, quattro mitra e due pistole, oltre alla pistola d'ordinanza dell'agente Iozzino che esplose due colpi: le armi dei terroristi avrebbero esploso almeno 91 colpi di cui furono ritrovati i bossoli, mentre i proiettili ritrovati furono 68, e 23 risultarono dispersi. Di questi 68 proiettili ritrovati, 61 raggiunsero i bersagli: 27 colpirono la Fiat 130 e 34 l'Alfetta di scorta. Di questi 61 quelli che colpirono effettivamente gli uomini della scorta furono 45, ovvero il 49% del totale di 91, mentre 23 non raggiunsero gli agenti e altri 23 non furono rintracciati. I 45 proiettili raggiunsero: l'appuntato Ricci, 8 colpi, il maresciallo Leonardi, 9 colpi, l'agente Rivera, 8 colpi, il vicebrigadiere Zizzi, 3 colpi, e l'agente Iozzino, 17 colpi.
La perizia Ugolini, Jadevito, Lopez cercò anche di attribuire i 91 bossoli repertati a precise armi e giunse alla sorprendente conclusione che 49 di essi sarebbero appartenuti a un solo mitra, probabilmente di tipo FNAB-43 o Sten: altri 22 bossoli provenivano da un altro mitra FNAB-43; 5 bossoli da un mitra TZ45, 3 da una pistola mitragliatrice Beretta M12, 8 da una pistola Smith&Wesson 9 mm. parabellum e 4 da una pistola Beretta modello 51. Sorse quindi il problema di chi fosse l'attentatore che avrebbe sparato 49 colpi sul totale di 91: in realtà una seconda perizia, Salza e Benedetti negli anni novanta, non confermò queste conclusioni e non fu in grado di attribuire tutti i 49 colpi allo stesso FNAB-43; è possibile, come affermato da Valerio Morucci, che essi appartenessero a entrambi i mitra di questo tipo in possesso dei brigatisti. Peraltro anche i periti del 1978 stabilirono che del mitra FNAB-43 che avrebbe sparato 49 colpi furono ritrovati solo 19 proiettili di cui appena 7 sul corpo dell'agente Iozzino e 4 all'interno dell'Alfetta, quindi 30 sarebbero andati fuori bersaglio, mentre del secondo FNAB-43 furono recuperati 15 proiettili di cui 4 sul corpo del maresciallo Leonardi e 8 all'interno della Fiat 130. In conclusione dalle percentuali di colpi a segno e dal numero di proiettili sparati non sembra che si possa evincere con certezza una particolare abilità e specializzazione tecnica degli aggressori: è possibile inoltre che i 49 colpi attribuiti presuntivamente a un solo mitra, peraltro finiti in maggioranza fuori bersaglio, in realtà fossero da suddividere tra i due FNAB-43 a disposizione del gruppo e impiegati da Valerio Morucci contro la Fiat 130 e da Franco Bonisoli contro l'Alfetta.
I periti inoltre affermarono che verosimilmente gli agenti Rivera e Iozzino e l'appuntato Ricci sarebbero stati raggiunti anche da «colpi di grazia» a distanza ravvicinata: infine sottolinearono la capacità dimostrata dai brigatisti di annientare la scorta lasciando illeso il rapito. Queste conclusioni della perizia del 1978, che facevano propria in pratica la famosa definizione di Franco Piperno sulla cosiddetta «geometrica potenza» dimostrata dai brigatisti nell'agguato, sembra che non tengano nel dovuto conto le reali modalità operative adottate dai brigatisti del nucleo di fuoco.
Sbucando fuori dalle siepi del bar Olivetti i quattro brigatisti travestiti da avieri, Morucci, Fiore, Gallinari e Bonisoli, percorsero in pochi attimi i circa cinque metri di carreggiata che li dividevano dalle auto dell'onorevole Moro, essendo via Fani larga in quel punto non più di dieci metri, e poterono quindi aprire il fuoco direttamente sui bersagli da una distanza ravvicinata che, secondo le valutazioni di Pietro Benedetti – autore insieme a Domenico Salza della perizia degli anni novanta – avrebbe consentito anche a persone non specialiste di colpire agevolmente con armi automatiche gli uomini della scorta senza mettere in pericolo la vita dell'uomo politico. Adriana Faranda affermò davanti alla Commissione stragi che «a quella distanza era quasi impossibile sbagliare» e che con i mitra non era stato neppure necessario mirare. Inoltre dalle perizie risulterebbero anche traiettorie intrasomatiche dall'alto in basso sui cadaveri di Ricci e Leonardi: il fatto dimostrerebbe che i brigatisti «avieri» Morucci e Fiore discesero lungo la leggera pendenza di via Fani e, proprio per evitare il rischio di colpire Moro, si portarono fino a pochi centimetri dalla Fiat 130, sparando all'in giù verso gli agenti. I cosiddetti «colpi di grazia» riferiti da alcune ricostruzioni, non sarebbero altro quindi che colpi esplosi a distanza particolarmente ravvicinata dai brigatisti.

### Componenti del gruppo brigatista e loro dislocazione in via Fani
Il numero reale dei componenti del gruppo brigatista in via Fani, la loro identità e la loro dislocazione sul luogo dell'azione sono stati fin dall'inizio elementi fortemente discussi e fonti di grandi diatribe e valutazioni ampiamente discordanti in sede processuale, pubblicistica e storica. I brigatisti, collaboranti o comunque interessati a descrivere i fatti di via Fani, hanno fornito nel corso del tempo informazioni spesso contraddittorie, non del tutto attendibili, e hanno mostrato una notevole reticenza riguardo a questo argomento decisivo.
Inizialmente nessun brigatista direttamente partecipante agli eventi di via Fani collaborò con gli inquirenti e quindi il primo processo sui fatti del sequestro Moro, celebrato tra il 1982 e il 1983, dovette basarsi su elementi indiziari e sulle testimonianze di alcuni collaboratori di giustizia, tra cui Patrizio Peci, che non essendo stati coinvolti attivamente, riferirono solo informazioni apprese in via indiretta. Il primo processo condannò dieci terroristi come responsabili materiali dell'agguato: Lauro Azzolini, Barbara Balzerani, Franco Bonisoli, Adriana Faranda, Raffaele Fiore, Prospero Gallinari, Mario Moretti, Valerio Morucci, Luca Nicolotti e Bruno Seghetti. Fu Valerio Morucci che, a partire dalla sua testimonianza resa davanti alla Commissione parlamentare d'inchiesta del 1983, iniziò a raccontare dettagliatamente i particolari dell'agguato, pur rifiutandosi inizialmente di fornire i nomi dei partecipanti. In un primo momento disse che i terroristi coinvolti erano stati «poco più di dodici», quindi durante il processo d'appello del 1985 ridusse il numero a nove partecipanti (cifra successivamente confermata da Bonisoli). In quella sede ricostruì le fasi dell'agguato: escluse che Lauro Azzolini, Luca Nicolotti e Adriana Faranda avessero fatto parte del gruppo di via Fani e implicitamente invece confermò che gli altri condannati in primo grado avevano effettivamente concorso al fatto criminale. Le sue affermazioni furono ritenute attendibili dalla Corte d'appello di Roma.

Autorità e forze dell'ordine in via Fani poco dopo l'agguato.

Nel corso degli anni i brigatisti confermarono la presenza di Moretti, Bonisoli, Gallinari, Balzerani, Fiore, Morucci e Seghetti e diedero una loro parziale ricostruzione dei fatti e del ruolo dei principali partecipanti in via Fani. Inoltre Morucci, nel terzo processo sul caso Moro, rivelò indirettamente che anche Alessio Casimirri e Alvaro Lojacono erano stati parte del gruppo con il ruolo di copertura posteriore lungo via Fani.
Nel 1994 Mario Moretti, nel suo libro di memorie, descrisse la presenza di un decimo componente, una donna – identificata in un secondo tempo in Rita Algranati – che avrebbe avvistato per prima le auto del politico democristiano e segnalato l'arrivo del convoglio: infine comparve anche il nome di Raimondo Etro, di cui venne ritenuta probabile la presenza nella zona il 16 marzo con il compito di raccogliere dopo l'agguato le armi utilizzate dal gruppo di fuoco. Tuttavia, sulla base delle risultanze processuali e dell'inchieste delle commissioni parlamentari, le versioni dei brigatisti, modificate numerose volte durante gli anni, non sono state ritenute del tutto esaurienti: in questa sede, e anche a livello pubblicistico, si è continuato a ritenere che il numero dei partecipanti in via Fani sia stato più alto.
In particolare, oltre a ipotizzare la presenza di altre persone all'incrocio di via Stresa in appoggio della Balzerani e di un'altra persona già a bordo della Fiat 128 blu su cui sarebbero fuggiti Morucci, Balzerani e Bonisoli, è stato ritenuto soprattutto altamente probabile che altri due terroristi fossero presenti a bordo di una moto Honda, come riferito fin dall'inizio da almeno tre testimoni (tra cui l'ingegnere Alessandro Marini che, a bordo di un motorino all'incrocio di via Fani con via Stresa, avrebbe visto i due sulla moto, ricevendo anche dei colpi di mitra che colpirono il suo parabrezza). Anche l'agente della polizia stradale non in servizio Giovanni Intrevado che, con la sua Fiat 500, venne bloccato all'incrocio di via Stresa da una donna armata di mitra senza poter intervenire, riferì di aver visto una moto di «grossa cilindrata» con due uomini a bordo. La presenza di altri militanti su una moto Honda è invece sempre stata smentita dai brigatisti. Raimondo Etro ha smentito di essere stato uno dei passeggeri della Honda ed ha affermato che Alessio Casimirri lo aveva informato della presenza imprevista di una moto che non aveva nulla a che fare con il commando brigatista.
Inoltre dal racconto di alcuni testimoni, tra cui lo stesso ingegner Marini, e dalle risultanze delle perizie sui cadaveri, in sede processuale si sono raggiunte conclusioni parzialmente discordanti rispetto alla versione dei brigatisti sulla esatta modalità dell'agguato: queste ricostruzioni prevederebbero la presenza di un altro uomo a bordo della Fiat 128 CD accanto a Moretti. Sarebbe stato quest'uomo, secondo la perizia del processo del 1993, che sarebbe sceso dal lato destro della Fiat 128 CD e avrebbe aperto il fuoco dalla destra della strada colpendo subito mortalmente il maresciallo Leonardi. Questa ricostruzione permetterebbe di spiegare le direzioni dei colpi rilevate dalle perizie sui corpi del maresciallo Leonardi, 9 colpi rinvenuti con orientamento da destra a sinistra, dell'agente Rivera, 5 colpi da destra a sinistra, e forse dell'agente Iozzino e del vicebrigadiere Zizzi, su cui le perizie sono più incerte. Sull'identità di questo ipotetico brigatista in azione sul lato destro della strada non si è giunti a conclusioni realmente attendibili, anche se lo scrittore Manlio Castronuovo ritiene che fosse Riccardo Dura, brigatista genovese particolarmente determinato, morto nel 1980 nello scontro di via Fracchia a Genova.
I brigatisti hanno sempre escluso la presenza di loro militanti sul lato destro della strada e hanno evidenziato che essi aprirono il fuoco solo dalla sinistra per evitare gravi rischi di incidenti fortuiti con la possibilità di colpirsi tra loro per errore. In effetti deve essere rilevato che la maggior parte dei testimoni oculari riferirono soltanto di aver visto un numero variabile di «avieri» sparare dal lato sinistro della strada contro le auto ferme. Riguardo alla eventuale presenza di Riccardo Dura in via Fani, Valerio Morucci la escluse decisamente in sede processuale rivelando che il brigatista genovese effettivamente era stato in un primo tempo compreso nel gruppo con il ruolo di aiutare Barbara Balzerani all'incrocio di via Stresa, ed era anche giunto a Roma dove abitava nell'appartamento di quest'ultima, ma alcuni giorni prima dell'agguato si decise di rinunciare alla sua partecipazione.

### La fuga dei brigatisti
Le circostanze della fuga dei brigatisti hanno suscitato dubbi, e le ricostruzioni fornite dai terroristi non hanno mancato di provocare incredulità e scetticismo tra inquirenti, storici e giornalisti. Secondo i racconti dei brigatisti, in via Bitossi sarebbero stati parcheggiati preventivamente, senza occupanti a bordo, il furgone su cui era previsto il trasbordo dell'ostaggio e la Citroën Dyane: questo particolare è sembrato sorprendente perché proprio in via Bitossi stazionava sempre l'autoradio del Commissariato di Monte Mario che ogni giorno fungeva da scorta del magistrato Walter Celentano. Inoltre i due agenti dell'autoradio, Nunzio Sapuppo e Marco Di Bernardino, dichiararono di non ricordare alcun furgone presente quella mattina in via Bitossi.

Posti di blocco della polizia durante il sequestro Moro. I tentativi di intercettare i terroristi non ebbero alcun successo.

Il 16 marzo 1978 la centrale operativa della Questura, dopo aver ricevuto il primo allarme, allertò per prima proprio questa autopattuglia che partì subito da via Bitossi e raggiunse in pochi minuti via Fani percorrendo però un percorso via Pietro Bernardini, piazza Ennio, via della Camilluccia e via Stresa che impedì di incrociare le auto in fuga dei terroristi. Abbandonando via Bitossi, quindi, gli agenti non poterono intercettare i brigatisti che furono liberi di salire sul furgone e la Dyane. Non è sembrato molto chiaro perché fosse stata allertata per prima proprio quell'autopattuglia in servizio di scorta, dato che, secondo la testimonianza di un agente della Polizia stradale non in servizio presente casualmente, Renato Di Leva, in via Stresa sarebbe stata presente un'altra auto di servizio, che viaggiava con i segnali di allarme accesi, e che avrebbe incrociato le auto dei brigatisti. Non è stata mai chiarita l'effettiva presenza nella zona di una seconda auto della polizia nei primi minuti dopo il sequestro.
La testimonianza di Francesco Pannofino, all'epoca un giovane studente universitario che viveva con la famiglia proprio in via Fani, e presente vicino all'edicola della stessa nei momenti dell'agguato, aggiunge ulteriori dubbi. Pannofino riferì che nei primi minuti dopo la fine della sparatoria, vide una berlina Alfa Romeo (un'Alfetta o un'Alfasud) di colore bianco, da cui scesero alcuni uomini in borghese con la paletta della polizia, i quali una volta arrivati sul luogo avrebbero dato segno di disperazione alla vista dei colleghi morenti. Dalla documentazione fotografica di quella mattina sembrerebbe di identificare proprio un'Alfasud, parcheggiata sul lato sinistro di via Fani, con una targa del Ministero dell'Interno. Non si hanno notizie precise neppure di questa circostanza, né sull'identità di questo personale in borghese che sarebbe giunto ancor prima dell'autopattuglia di Monte Mario.
Inoltre alcuni scrittori hanno messo in dubbio tutto il percorso di fuga riferito dai brigatisti nei loro racconti, soprattutto la decisiva deviazione su via Casale de Bustis che permise di far perdere le tracce. Inizialmente molti testimoni segnalarono le tre auto in fuga: un ex agente di polizia, Antonio Buttazzo, trovandosi vicino a via Fani, assistette al conflitto a fuoco e quindi seguì per un tratto con la sua auto la Fiat 132 dei terroristi con il sequestrato a bordo. Giunto in largo Cervinia, Buttazzo vide giungere un'auto della polizia a cui indicò la direzione di fuga dei terroristi, ma i poliziotti non riuscirono a riprendere l'inseguimento, apparentemente proprio perché i brigatisti deviarono bruscamente su via Belli-via Casale de Bustis.

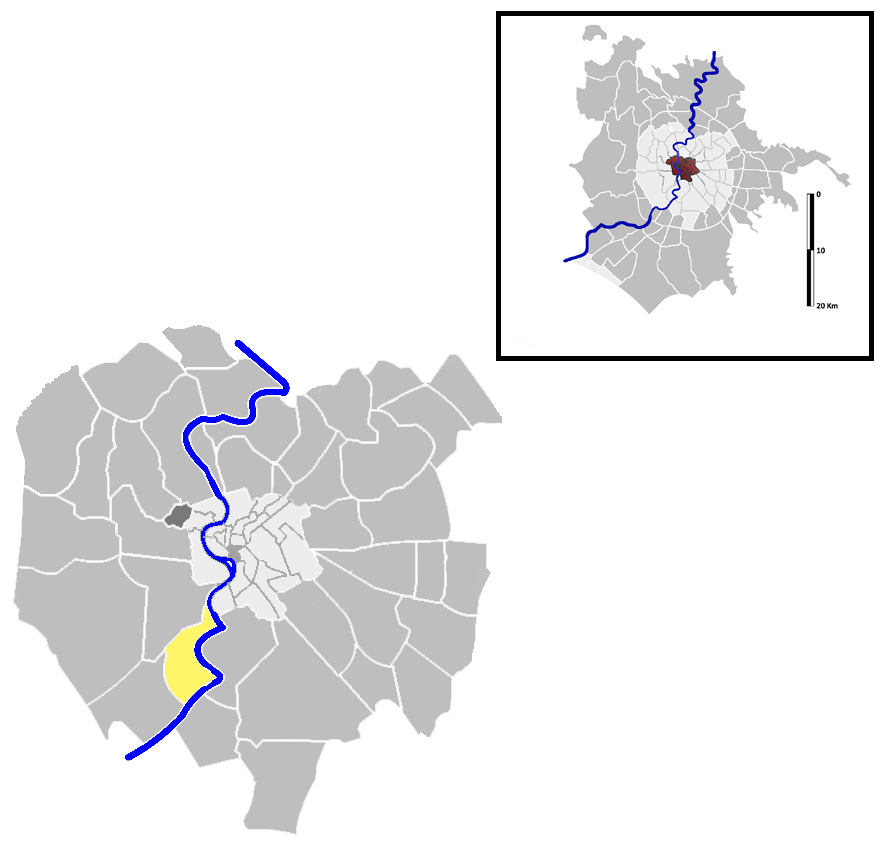
In giallo è indicato il quartiere Portuense in Roma dove si trova via Camillo Montalcini.

Secondo Sergio Flamigni il racconto dei brigatisti non è credibile, perché sarebbe inspiegabile la presenza di efflorescenze impigliate nella Fiat 132 che vennero repertate nell'auto rinvenuta in via Licinio Calvo: inoltre non ci sono testimonianze oculari da via Massimi in avanti. Una donna, Elsa Maria Stocco, che vide un'auto da cui discese un uomo in divisa d'aviere senza cappello (verosimilmente Valerio Morucci) con una valigetta in mano, riferì che in realtà nel furgone sarebbe stata già pronta un'altra persona alla guida. Il trasferimento del sequestrato all'aperto in piazza Madonna del Cenacolo, come asserito dai brigatisti, apparentemente era molto rischioso, essendo presenti nell'area numerosi palazzi, locali pubblici e un forte traffico di veicoli.
Si è ritenuto anche poco credibile che durante tutta la lunga seconda parte della fuga, fino al parcheggio sotterraneo di piazza dei Colli Portuensi, fossero presenti solo tre brigatisti, Moretti, Morucci e Seghetti, insieme al sequestrato nascosto nella cassa: in caso di complicazioni o posti di blocco, un numero così modesto di militanti non sarebbe stato in grado di proseguire l'azione. In precedenti sequestri le Brigate Rosse avevano impiegato un maggior numero di autoveicoli e di militanti per assicurare la riuscita dell'operazione.
Anche l'ultima parte del percorso di fuga, fino a via Montalcini 8, presenta alcuni dubbi. Dai racconti dei brigatisti risulta che ai Colli Portuensi era già in attesa Prospero Gallinari: non è chiaro però come egli potesse essere già arrivato e con quali mezzi fosse giunto nel parcheggio sotterraneo da piazza Madonna del Cenacolo dove il gruppo iniziale si era diviso. C'è inoltre contraddizione su chi fosse effettivamente presente ai Colli Portuensi, oltre a Gallinari, per il trasbordo finale di Moro sull'auto di Anna Laura Braghetti. Secondo Moretti nel parcheggio erano in attesa Gallinari e la stessa Braghetti, secondo quest'ultima invece fu Germano Maccari che si recò all'appuntamento mentre lei sarebbe rimasta in ansiosa attesa in casa. Maccari infine riferì che egli non si mosse dall'abitazione e che l'auto con il sequestrato fu condotta in via Montalcini solo da Moretti e Gallinari.
Infine è stato sollevata ancora un'altra questione: secondo il racconto dei brigatisti solo Mario Moretti e Prospero Gallinari conoscevano tutti i dettagli del piano di fuga e soprattutto l'ubicazione dell'appartamento dove sarebbe stato nascosto Aldo Moro. Nel caso in cui fossero sorti problemi durante l'azione in via Fani con il ferimento o la morte di questi due brigatisti non è sembrato chiaro come i militanti superstiti avrebbero potuto proseguire l'operazione. In realtà altri due brigatisti, Valerio Morucci e Bruno Seghetti, pur ignorando la base di via Montalcini, erano a conoscenza dell'ultimo appuntamento nel parcheggio dei Colli Portuensi dove sapevano che sarebbero stati in attesa i militanti destinati a custodire l'ostaggio. Secondo la Braghetti in caso d'emergenza era anche stato previsto che questi due brigatisti avrebbero potuto momentaneamente trasferire il sequestrato in un altro luogo in attesa che un nuovo componente del Comitato Esecutivo scendesse dal Nord per prendere la direzione dell'operazione al posto di Moretti.

### Altre questioni materia di discussione

#### Indizi precedenti l'agguato
Dalle informazioni raccolte dopo i fatti e dalle testimonianze posteriori di una serie di personaggi, sembrerebbe che prima del 16 marzo 1978 fossero stati rilevati alcuni segni inquietanti per la sicurezza di Aldo Moro. Una moto e appostamenti sospetti furono notati nelle vicinanze dello studio dell'uomo politico, il maresciallo Leonardi sembra che avesse manifestato forti preoccupazioni, le minacce delle Brigate Rosse verso gli uomini della DC erano sempre più esplicite, nell'ambiente del Movimento e dell'estremismo di sinistra romano erano diffuse voci di una imminente, spettacolare azione delle BR nella capitale. Un equivoco studente sovietico, Sergeij Sokolov, risultato poi un agente del KGB, ebbe contatti con Moro nell'ambito universitario, mentre un oscuro personaggio statunitense, Ronald Stark, avrebbe fornito ai carabinieri informazioni sul possibile sequestro di un importante uomo politico a Roma, apparentemente senza provocare alcun allarme.
Inoltre durante la stessa giornata del 16 marzo alcuni testimoni segnalarono che Renzo Rossellini avrebbe annunciato l'agguato e il sequestro di Aldo Moro, dall'emittente radiofonica Radio Città Futura, intorno alle ore 8:15-8:20, quindi ancor prima dello svolgimento dei fatti: uno dei testimoni ricordò di aver ascoltato la frase «Forse rapiscono Moro». Rossellini ha sempre smentito questa circostanza e ha affermato che egli effettivamente aveva parlato nelle sue trasmissioni, sulla base di considerazioni personali e di voci diffuse negli ambienti estremistici, solo di un prevedibile incremento dell'attività terroristica in corrispondenza con la nuova fase politica, senza fare alcun nome. Non essendo disponibili registrazioni della trasmissione di Radio Città Futura, non si è potuto giungere a conclusioni definitive. Durante il processo emerse poi che il Ministero dell'Interno registrava 24 ore su 24 Radio Città Futura e altre radio private vicino agli ambienti extraparlamentari, e che nei dieci minuti che precedettero il rapimento ci fu un vuoto di registrazione.
Nel corso degli anni sono state svolte approfondite indagini su tutti questi fatti senza riscontrare alcun collegamento con gli eventi del sequestro e con le Brigate Rosse. Risultò che Sokolov era stato anche controllato dai servizi segreti italiani, ma senza riscontrare nulla. Stark invece era un personaggio torbido e la sua storia rimane di dubbia attendibilità. In pratica, tutti i cosiddetti «segnali premonitori» sul momento non sembrarono molto allarmanti, nel quadro della situazione reale italiana degli anni settanta, e solo «a posteriori», dopo i tragici fatti, sono stati considerati potenzialmente importanti per prevenire l'attacco eversivo.

#### Possibili interferenze esterne
Alcune circostanze hanno favorito il sorgere di sospetti sulla possibile presenza in via Fani di componenti estranee alle Brigate Rosse e sull'eventualità che i servizi segreti italiani fossero a conoscenza in anticipo dell'agguato e avessero evitato di intervenire per prevenirlo.
Nel 1990 l'agente del SISMI Pierluigi Ravasio rivelò per la prima volta che il suo superiore diretto all'interno del servizio segreto militare, colonnello Camillo Guglielmi, era stato presente in via Fani nel momento dell'agguato il 16 marzo 1978. Dalle indagini subito espletate risultò in effetti che il colonnello Guglielmi quella mattina si stava recando in via Stresa 117 verso le ore 9:30. L'ufficiale peraltro disse di aver seguito vie laterali e di non essersi affatto accorto dell'agguato di cui avrebbe avuto notizia solo dopo essere arrivato a casa del collega, colonnello D'Ambrosio, da cui aveva ricevuto, a suo dire, un invito a pranzo. La circostanza della presenza di un ufficiale del SISMI nei pressi di via Fani il mattino del 16 marzo 1978 ha sollevato notevoli dubbi: alcuni hanno ritenuto che questo fatto confermasse che i servizi segreti erano preventivamente a conoscenza delle intenzioni dei brigatisti o addirittura che personale dei servizi fosse direttamente coinvolto. Si è inoltre affermato che Guglielmi avrebbe anche espletato il ruolo di addestratore del personale di Gladio a Capo Marrargiu in Sardegna.
In realtà, non esistono elementi concreti di conferma e inoltre deve essere rilevato che al momento dei fatti il colonnello Guglielmi non era ancora alle dipendenze del SISMI, ma era a disposizione della Quarta brigata carabinieri e prestava servizio a Modena. Lo stesso Ravasio, all'epoca, non era ancora un agente del SISMI, né di Gladio.
Un altro elemento di sospetto è risultato dalla singolare vicenda di Bruno Barbaro, cognato del colonnello Fernando Pastore Stocchi, dirigente della base di Capo Marrargiu e collaboratore del generale Vito Miceli. Barbaro possedeva un ufficio nel palazzo ad angolo tra via Fani e via Stresa: poco prima del 16 marzo 1978 avrebbe ceduto questo locale a dei giovani non meglio identificati che vi sarebbero rimasti fino a dopo il sequestro. È stata ventilata l'ipotesi che si trattasse di personale dei servizi, ma non è stato trovato alcun riscontro documentale per avvalorare questi sospetti.
Esiste inoltre il sorprendente racconto di Antonino Arconte, ex agente della cosiddetta «Gladio delle centurie», struttura segreta denominata anche «SuperSID» all'interno dell'organizzazione Gladio, comandata dal generale Vito Miceli. Arconte ha rivelato che il 2 marzo 1978 ricevette l'ordine di recarsi in Libano per organizzare insieme a un altro agente, colonnello Mario Ferraro, trattative segrete tramite i palestinesi, con le Brigate Rosse per favorire la liberazione di Aldo Moro. Il responsabile del progetto sarebbe stato il colonnello Stefano Giovannone, persona conosciuta anche dallo stesso Moro che lo citò nelle sue lettere dalla prigionia come possibile intermediario. Da questo racconto si evincerebbe quindi che quindici giorni prima di via Fani i servizi erano già a conoscenza delle intenzioni delle Brigate Rosse, ma non avrebbero fatto nulla per bloccare il loro piano.
Il racconto di Arconte presenterebbe contraddizioni e aspetti inattendibili: in primo luogo il colonnello Ferraro nel 1978 non era affatto presente in Libano, dove giunse solo nel 1986; la procedura che sarebbe stata adottata per eseguire la missione – viaggio in nave fino a Beirut – sembrerebbe molto lenta e poco pratica ai fini di un compito così urgente e importante; le disposizioni di segretezza dei documenti da consegnare, lettera scritta non in codice, sembrerebbero molto superficiali; l'autenticità dei documenti presentati da Arconte non è stata confermata con certezza; non esistono altre fonti che possano confermare il racconto.
Il pentito di 'ndrangheta Saverio Morabito ha affermato che anche la 'ndrangheta era coinvolta, in particolare sul luogo si trovava Antonio Nirta, che aveva legami con il carabiniere Francesco Delfino, poi diventato generale dei servizi segreti.
I brigatisti coinvolti nel sequestro di Aldo Moro hanno sempre negato la presenza di componenti esterni alla loro organizzazione, anche quando questo aggravava la loro posizione di imputati, affermando: «Il colpo di via Fani l'abbiamo deciso ed eseguito noi, e soltanto noi. E siamo stati noi e soltanto noi a decidere di ucciderlo».

#### I brigatisti «avieri»

I quattro brigatisti travestiti da avieri nella finzione cinematografica del film Il caso Moro (1986), regia di Giuseppe Ferrara.

I quattro brigatisti, «Matteo», «Marcello», «Giuseppe» e «Luigi», incaricati di eliminare gli uomini della scorta erano travestiti da avieri Alitalia con lunghi impermeabili azzurri e berretti con visiera dello stesso colore. Questa particolare circostanza fu subito rilevata da numerose persone presenti sul luogo dell'agguato e riferita nelle diverse testimonianze rese agli inquirenti: numerosi testimoni videro prima dell'agguato questi uomini vestiti con divise azzurre e berretti con visiera camminare nelle vie circostanti via Fani o ferme davanti al bar Olivetti.
Sul motivo di questo travestimento sono sorte quindi discussioni e interpretazioni discordanti. Secondo alcune ricostruzione che ipotizzano la presenza di componenti estranee al gruppo brigatista e non appartenenti all'organizzazione si è ritenuto che i quattro indossarono questo travestimento per riconoscersi tra loro. I brigatisti invece hanno sempre sostenuto che le divise Alitalia servivano soprattutto a evitare di insospettire gli abitanti della zona. Nel caso che si fosse dovuto rinviare più volte l'azione, la presenza ripetuta di alcuni sconosciuti nello stesso punto avrebbe potuto suscitare curiosità e segnalazioni alle forze dell'ordine. Al contrario presentandosi come dipendenti in uniforme dell'Alitalia, apparentemente in attesa del pulmino di servizio per recarsi sul luogo di lavoro, i quattro sarebbero certamente stati notati ma non avrebbero insospettito le persone sul posto.

#### La scelta del luogo e data dell'agguato

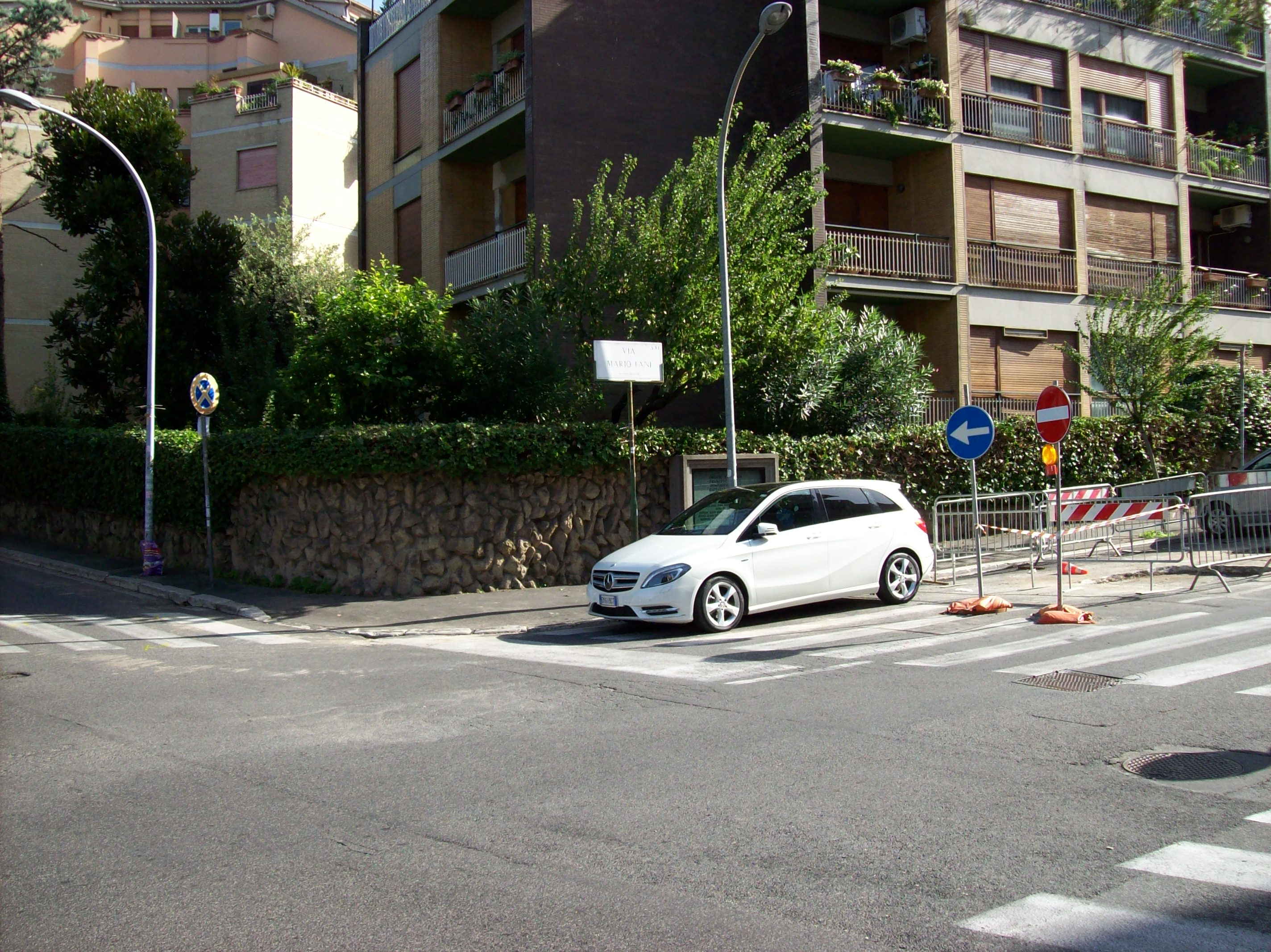
L'incrocio tra via Fani e via Stresa dove avvenne l'agguato e il rapimento di Aldo Moro

Nel corso degli anni è stata spesso riproposta la questione della perfetta scelta da parte brigatista del luogo giusto per effettuare l'attentato, ventilando la possibilità che fossero stati favoriti da «poteri oscuri» che li informarono dell'esatto percorso delle auto del presidente. Alcuni commentatori hanno asserito che il percorso seguito dalle auto variasse continuamente e che non fosse affatto prevedibile che quel 16 marzo l'onorevole Moro sarebbe transitato proprio in via Fani. In realtà le testimonianze degli uomini della scorta dell'uomo politico, che erano in turno di riposo quel giorno e di alcuni suoi collaboratori, non confermarono queste affermazioni e riferirono cose molto differenti.
Questi militari, i brigadieri Pallante e Gentiluomo, gli agenti Pampana e Lamberti e l'appuntato Riccioni, affermarono che Moro fosse molto metodico e nella maggior parte dei casi trascorreva la prima parte della mattinata secondo orari precisi e seguendo sempre le stesse attività. Da circa quindici anni, quando non aveva impegni straordinari, usciva quasi sempre alle ore 9:00 dalla sua abitazione in via del Forte Trionfale e si faceva portare alla Chiesa di Santa Chiara. Il percorso seguito per raggiungere la chiesa era sempre lo stesso, tranne in casi particolari legati a problemi di traffico: di regola seguiva via del Forte Trionfale, via Trionfale, via Mario Fani, via Stresa, via della Camilluccia. Quindi i brigatisti, avendo svolto un'approfondita indagine preliminare sulle abitudini del presidente, furono in grado di prevedere con ragionevole certezza che in via Mario Fani si sarebbe presentata l'opportunità di organizzare l'agguato.
Riguardo alla scelta del giorno dell'agguato uno dei brigatisti presenti in via Fani, Franco Bonisoli, dichiarò che la decisione di rapire il presidente democristiano «fu presa una settimana prima, fu fissato un giorno, poteva essere il 15, poteva essere il 17.».
Il giorno inizialmente stabilito era il 15 marzo: il rinvio fu dovuto a difficoltà per il reperimento delle auto necessarie e anche al fatto che i brigatisti avevano notato che il 15 marzo, essendo mercoledì, la zona era perlustrata da guardie giurate della Mondialpol.
La coincidenza con la presentazione del nuovo Governo quindi secondo i brigatisti fu casuale: Morucci ha rievocato in sede processuale che il 16 marzo era il primo giorno che il gruppo si recava in via Fani per tentare di portare a compimento l'agguato e il sequestro. La sera precedente i componenti del gruppo brigatista si erano riuniti, e durante la notte Raffaele Fiore e Bruno Seghetti eseguirono un ultimo compito, recandosi in via Brunetti 42 e squarciando le quattro gomme del furgone Ford Transit del fioraio Antonio Spiriticchio che, parcheggiando con il suo automezzo tutte le mattine per lavoro all'incrocio di via Fani, avrebbe potuto intralciare l'azione e correre il rischio di essere coinvolto nel conflitto a fuoco.
Dinanzi alla Corte d'appello di Roma Valerio Morucci dichiarò: «l'organizzazione era pronta per il 16 mattina, uno dei giorni in cui l'on. Moro sarebbe potuto passare in via Fani. Non c'era certezza, avrebbe anche potuto fare un'altra strada. Era stato verificato che passava lì alcuni giorni, ma non era stato verificato che passasse lì sempre. Non c'era stata una verifica da mesi. Quindi il 16 marzo era il primo giorno in cui si andava in via Fani per compiere l'azione, sperando, dal punto di vista operativo, ovviamente, che passasse di lì quella mattina. Altrimenti si sarebbe dovuti tornare il giorno dopo e poi ancora il giorno dopo, fino a quando non si fosse ritenuto che la presenza di tutte queste persone, su quel luogo per più giorni, avrebbe comportato sicuramente il rischio di un allarme».

#### Il ritrovamento delle auto in via Licinio Calvo
Secondo le ricostruzioni fornite dai brigatisti, le tre auto impiegate per l'attacco di via Fani e il sequestro di Aldo Moro furono abbandonate tutte insieme nello stesso momento in via Licinio Calvo, una strada secondaria a senso unico nel quartiere Trionfale, dopo il completamento del trasbordo dell'ostaggio in piazza Madonna del Cenacolo. Effettivamente la Fiat 132 blu fu rinvenuta lungo quella strada dalle forze dell'ordine fin dalle ore 9:23, ossia circa mezz'ora dopo l'agguato, ma le altre due non furono individuate subito: la Fiat 128 bianca venne ritrovata alle 4:10 del 17 marzo, mentre la Fiat 128 blu solo alle ore 0:30 del 19 marzo, sempre in via Licinio Calvo.
Dalle indagini effettuate sembrerebbe che la versione dei brigatisti non sia veritiera: alcune testimonianze affermerebbero che le altre due auto non erano presenti nei primi minuti dopo il sequestro, mentre da alcune riprese televisive sembra di poter escludere che le due Fiat 128 fossero sul posto al momento del ritrovamento della Fiat 132 blu. Secondo gli inquirenti, dopo il primo ritrovamento venne effettuato un accurato controllo di tutte le auto parcheggiate lungo la via e non fu trovata traccia delle altre macchine del sequestro, si dovrebbe quindi ipotizzare che le due Fiat 128 furono abbandonate dai brigatisti in via Licinio Calvo solo in un secondo momento.
Rimane da chiarire se effettivamente gli inquirenti effettuarono tutti i controlli necessari lungo la strada dopo il ritrovamento della Fiat 132 blu e soprattutto chiarire il motivo per cui i brigatisti avrebbero abbandonato tutte e tre le auto, verosimilmente in tempi diversi, nello stesso punto, correndo notevoli rischi di essere individuati. È stata ventilata l'ipotesi che i brigatisti disponessero di una base logistica nei pressi di via Licinio Calvo, dove le macchine sarebbero state nascoste dopo il sequestro e da dove sarebbero state spostate di notte lungo la strada.

#### La moto Honda
Anche se la testimonianza dell'ingegner Alessandro Marini è stata ritenuta veritiera in sede processuale, gli spari contro il parabrezza del suo motorino da parte di uno dei due passeggeri di una moto Honda presente sul posto suscitano dubbi, dal momento che le perizie non confermano il ritrovamento di bossoli o proiettili di tipo diverso da quelli provenienti dalle armi usate dai brigatisti che hanno partecipato all'agguato; dal momento che questo particolare è fondato unicamente su quanto riferito dal testimone, sconvolto dalle raffiche di mitra contro gli agenti della scorta di Moro, è stato successivamente ipotizzato che sia frutto di suggestione. È stato in seguito scoperto che il parabrezza non era stato sottoposto a perizia. Il 17 maggio 1994 l'ingegner Marini, convocato a deporre, ha riconosciuto il parabrezza da lui consegnato alla polizia, affermando che si era rotto in due pezzi cadendo a terra quel giorno in via Fani. Tuttavia, la moto è stata vista anche da altri testimoni; dato che i brigatisti hanno negato la presenza di membri del commando in motocicletta, è stato ipotizzato che i passeggeri della Honda fossero due giovani residenti nel quartiere e appartenenti all'area di Autonomia Operaia, ma qualcuno pensa che potrebbe trattarsi di appartenenti alla malavita o ai servizi segreti.

#### Le foto mancanti
Non esistono fotografie o filmati effettuati durante l'agguato di via Fani, ma successivamente una persona, il carrozziere Gherardo Nucci, scattò una serie di fotografie immediatamente dopo lo scontro a fuoco. Rientrando alle ore 9:00 a casa, in via Fani 109, percorrendo via Stresa, quest'uomo arrivò sul luogo della strage, salì nella sua abitazione e dal quinto piano effettuò le riprese fotografiche. Il rullino con queste foto fu poi consegnato agli inquirenti che lo trattennero. Tuttavia tutte queste foto sono scomparse: il magistrato Infelisi affermò che, essendo di nessuna rilevanza, non furono acquisite agli atti per il processo e quindi furono riconsegnate a Nucci, il quale però ha invece sostenuto che gli furono restituite solo le foto professionali presenti nel rullino prima degli scatti di via Fani.
La scomparsa di queste foto ha fatto sorgere ipotesi sulla possibile presenza in esse di indizi importanti per le indagini: quali che vi fossero riconoscibili personaggi estranei alle Brigate Rosse, coinvolti nell'agguato. Si è parlato anche di un presunto interesse da parte di ambienti malavitosi calabresi per queste foto; infine alcuni osservatori hanno ritenuto che dalle foto sarebbe stato possibile individuare altri brigatisti di supporto, se presenti in zona in funzione di osservatori, dopo l'attentato.

#### Le borse di Moro
Aldo Moro aveva nella Fiat 130 cinque borse, tra cui una, contenente apparentemente documenti di grande importanza, che portava sempre con sé: un'altra borsa conteneva medicinali, mentre nelle ultime tre c'erano tesi di laurea dei suoi studenti e bozze di lavoro. I brigatisti affermarono di aver sottratto due di queste cinque borse. Valerio Morucci le recuperò dall'auto e le caricò prima sulla Fiat 128 blu e quindi sul furgone: poi queste borse, che secondo i terroristi contenevano medicinali e documenti dell'Università, sarebbero finite in un primo tempo in via Montalcini, da dove Moretti le avrebbe poi fatte uscire per analizzare il materiale in sede di comitato esecutivo. Il contenuto apparentemente venne ritenuto di scarso rilievo e distrutto.
È sorto quindi il problema della sorte della borsa contenente, a dire anche della moglie del presidente, documenti di grande importanza, forse interessanti anche lo scandalo Lockheed. Dopo l'agguato gli inquirenti recuperarono prima due borse nei sedili posteriori della Fiat 130, la mattina del 16 marzo, e quindi una terza borsa, nel bagagliaio posteriore dell'auto, cinque giorni dopo: tutte queste borse non contenevano documenti di rilievo. Non è chiaro quindi il destino della borsa, a cui lo stesso Moro fece riferimento in alcune delle sue lettere durante il sequestro, con i documenti più riservati. Dalle testimonianze oculari dell'agguato, in particolare quella di Pino Rauti, sembra che Moro avesse in mano una borsa quando fu fatto scendere dai brigatisti e trascinato nella Fiat 132 blu. È stato ritenuto possibile che fosse questa la borsa più importante e che sia caduta a terra durante il trasbordo dell'ostaggio. Un fotografo, giunto dopo circa quindici minuti dall'agguato, scattò un'immagine di una borsa di pelle nera a terra, visibile anche nel filmato Rai girato in loco da Paolo Frajese. Si è ventilata la possibilità che qualcuno, nella confusione dei primi minuti, abbia raccolto la borsa dal piano stradale facendola sparire inizialmente e ricomparire in un secondo momento, privata dei documenti più importanti.
La moglie del presidente, che osservò le auto e inizialmente non vide alcuna borsa, ha affermato di ritenere che qualcuno in un primo tempo si sarebbe impossessato della borsa con i documenti riservati e poi l'avrebbe rimessa all'interno della Fiat 130 poco prima dell'arrivo della polizia scientifica, dopo aver sottratto i fogli più importanti.

## Conclusioni
(Affermazione di Steve Pieczenik, consulente statunitense del Ministero dell'Interno durante il sequestro Moro.)
Anche se permangono alcuni elementi poco chiari riguardo agli avvenimenti del 16 marzo 1978, nel complesso, la dinamica con i dettagli fondamentali dell'agguato è ormai stata accertata con buona approssimazione. Secondo Andrea Colombo le dichiarazioni dei brigatisti sono sostanzialmente concordanti e non c'è alcun elemento per ritenere che «fatti sconosciuti» di rilievo esistano e che possano modificare «la ricostruzione tecnica o la valutazione storico-politica» dell'agguato di via Fani. Peraltro non mancano commentatori che invece continuano a considerare inattendibile l'intera ricostruzione giudiziaria dell'agguato di via Fani e screditano completamente le testimonianze dei brigatisti (Rita Di Giovacchino, arrivando persino a ipotizzare che in realtà Aldo Moro non sarebbe stato sequestrato in via Fani, ma in un altro luogo in precedenza, e che l'agguato cruento fu solo una montatura per sviare le indagini e le ricerche).
I dettagli più importanti che meriterebbero un chiarimento sono: l'eventuale presenza della moto Honda sul luogo della strage e l'identità delle due persone a bordo; il numero effettivo dei componenti del gruppo brigatista presente in via Fani (è possibile infatti che il nucleo fosse più numeroso e che almeno altre tre persone fossero coinvolte, tra cui almeno una che avrebbe sparato da destra contro la Fiat 130 all'inizio dello scontro a fuoco); la questione delle borse di Moro e del loro effettivo contenuto; la scomparsa delle foto scattate da un abitante della zona subito dopo l'agguato e mai ritrovate; la dinamica esatta del percorso compiuto dai brigatisti fino in via Montalcini 8 e del trasbordo finale della cassa con Moro. Resterebbe inoltre da chiarire l'eventualità, ipotizzata da alcuni, a causa alcune circostanze singolari, che i servizi segreti fossero a conoscenza in anticipo dell'attacco brigatista.
Nonostante la presenza di questi elementi, secondo il magistrato Carlo Nordio (consulente della Commissione Stragi) dal punto di vista tecnico l'esito dell'agguato, con l'annientamento completo della scorta in pochi secondi, non presenta aspetti importanti inspiegabili, ma derivò sostanzialmente dalla «sproporzione tra l'efficienza operativa del gruppo di fuoco brigatista e l'incauto dilettantismo della scorta e di chi l'aveva istruita».
Alle stesse conclusioni erano già giunti i consulenti della Commissione Moro che sottolinearono l'importanza decisiva del fattore sorpresa, descrissero le capacità tecnico-militari dei brigatisti come di «livello medio» e valutarono l'agguato come «abbastanza agevole anche per individui non addestrati in modo speciale». I consulenti evidenziarono soprattutto l'accurata pianificazione dei brigatisti e la loro approfondita conoscenza dei luoghi e delle abitudini dell'obiettivo. Infine sottolinearono come la «criminale efficienza» dei brigatisti derivò dalla loro forte determinazione e dalla grande motivazione. Essi conclusero smentendo decisamente la tesi secondo la quale, per le sue modalità e i suoi risultati, l'agguato di via Fani avrebbe richiesto il contributo di esperti militari e di particolari addestramenti specifici.
Dal punto di vista dei brigatisti, Valerio Morucci, che definisce gli uomini della scorta «vigili e pronti», ha evidenziato come anche la fortuna aiutò i terroristi e come il mattino del 16 marzo non si verificarono imprevisti significativi, tranne «l'inevitabile inceppamento di alcune armi».
Franco Bonisoli e Raffaele Fiore parlarono della grande coesione del gruppo dei brigatisti «superiore a quella di un normale commando»: Bonisoli in particolare, minimizzò le carenze degli agenti di scorta ed evidenziò la rapidità di esecuzione della complessa operazione. I brigatisti, la cui capacità militare sulla carta non era superiore a quella degli agenti della scorta, e che disponevano di armi antiquate, avevano studiato un piano efficace che, sfruttando l'effetto sorpresa e la velocità, raggiunse il pieno successo. Nelle condizioni reali del 16 marzo 1978, nei pochi secondi dell'agguato, fu quindi impossibile per gli uomini della scorta sopravvivere all'improvviso e inatteso attacco a sorpresa, a distanza ravvicinata, del gruppo di fuoco, e salvaguardare l'incolumità di Moro.
Il bilancio finale dell'agguato di via Fani fu di cinque morti e un ostaggio. Quei cinque cadaveri furono cinque macigni che pesarono, nei due mesi successivi, sulle polemiche tra i sostenitori della fermezza e quelli della trattativa: prevalse la linea dura e la loro morte fu tra le ragioni che impedirono allo Stato di scendere a patti con i brigatisti.

## Lapide commemorativa

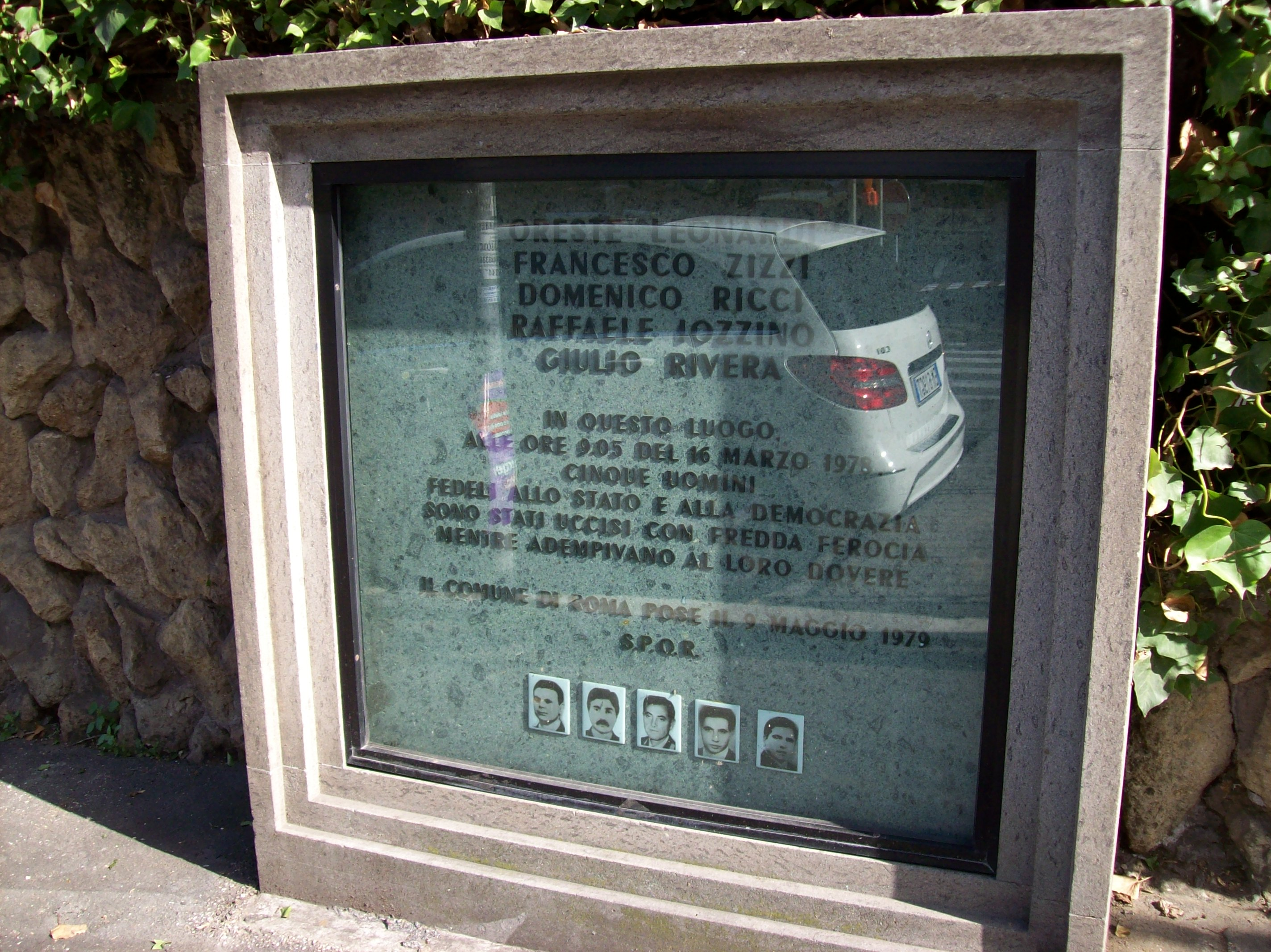
Lapide in ricordo dei cinque uomini delle forze dell'ordine uccisi in via Fani il 16 marzo 1978.

Un anno dopo, presso un muretto di cinta nel luogo in cui avvenne l'agguato, venne posta una piccola lapide protetta da vetro in ricordo degli uomini della scorta di Aldo Moro.
Nel 2018, in occasione del 40º anniversario della tragedia, è stato scoperto il nuovo monumento marmoreo (il quale tuttavia è stato oggetto di atti vandalici prima e dopo la sua inaugurazione) in presenza del Presidente della Repubblica Sergio Mattarella e delle alte cariche dello Stato. Nella stessa occasione è stato inaugurato in Largo Cervinia, poco distante dal monumento, il "Giardino martiri di via Fani", in ricordo delle vittime dell'agguato.

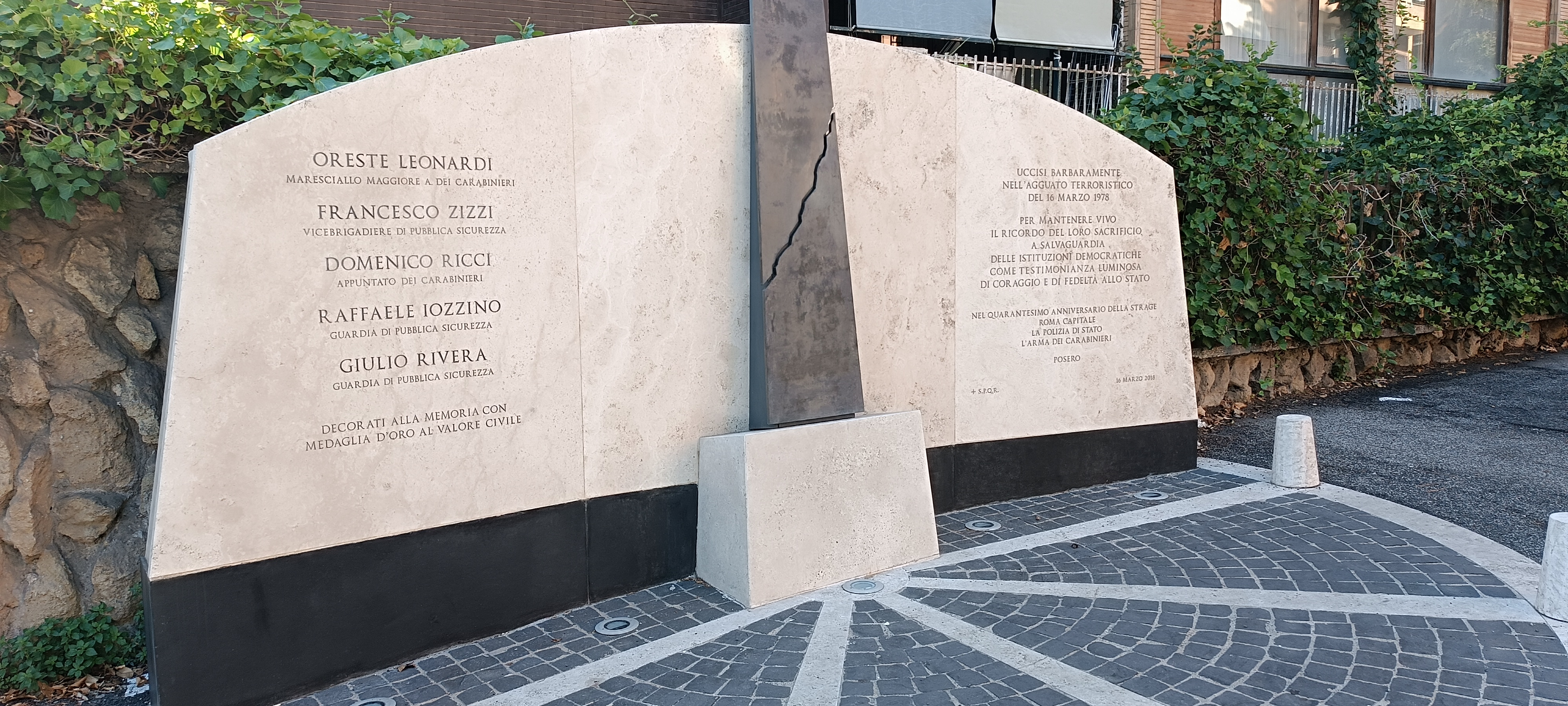
Monumento commemorativo in ricordo dell'agguato di via Fani inaugurato il 16 marzo 2018.

## Filmografia
I fatti di via Fani sono stati rievocati in alcuni film cinematografici e serie televisive. Le ricostruzioni presentate dai vari autori divergono ampiamente e mentre in alcuni casi si è seguita la versione degli eventi codificata processualmente, in altri casi si è preferito seguire versioni eterodosse della ricostruzione dell'agguato.

### Cinema
- Il caso Moro, regia di Giuseppe Ferrara (1986)
- L'anno del terrore,  regia di John Frankenheimer (1991)
- Piazza delle Cinque Lune, regia di Renzo Martinelli (2003)
- Buongiorno, notte, regia di Marco Bellocchio (2004)
- Esterno notte, regia di Marco Bellocchio (2022)

### Televisione
- Aldo Moro - Il presidente, regia di Gianluca Maria Tavarelli – miniserie TV (2008)
- Aldo Moro - Il professore, regia di Francesco Miccichè – film TV (2018)